# Fuerteventura
Fuerteventura ist eine kanarische Insel im Atlantischen Ozean, rund 120 Kilometer westlich der marokkanischen Küste. Mit einer Fläche von 1659,74 km² hat sie einen Anteil von 22,15 % an der Landfläche der Kanaren. Damit ist sie nach Teneriffa die zweitgrößte Insel des Archipels. Im Jahr 2024 hatte die Insel 127.043 Einwohner. Ihre Hauptstadt ist Puerto del Rosario. Dort befindet sich der internationale Flughafen von Fuerteventura. Die Landessprache ist Spanisch. Wie auch die anderen Kanarischen Inseln gehört sie geologisch zu Afrika.
Hauptwirtschaftsfaktor ist der Tourismus. Der überwiegende Teil der jährlich mehr als zwei Millionen Touristen kommt aus Deutschland und dem Vereinigten Königreich.
Am 26. Mai 2009 wurde die gesamte Insel zum UNESCO-Biosphärenreservat erklärt und 2015 zum UNESCO-Lichtschutzgebiet.

## Geographie

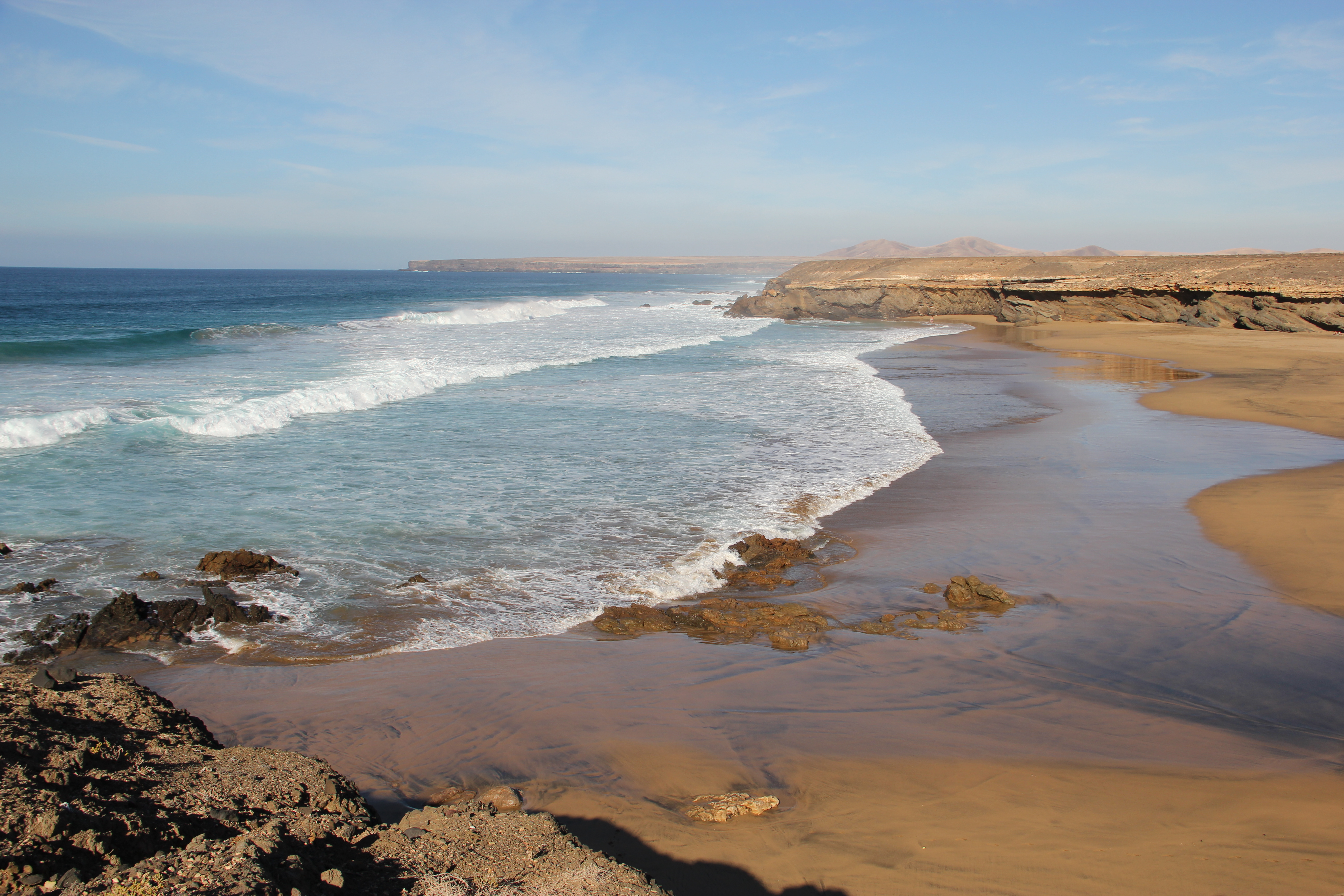
Playa de Jarubio

Fuerteventura ist die älteste Insel des aus sieben Hauptinseln bestehenden kanarischen Archipels. Sie bildet mit der durch die rund 11 Kilometer breite Meerenge La Bocayna von ihr getrennten, nördlich gelegenen Insel Lanzarote die östliche Grenze der Kanaren. Die Insel entstand vor etwa 20,6 Millionen Jahren und ist genauso wie ihre Nachbarn vulkanischen Ursprungs. Der Großteil der Inselmasse entstand vor etwa 5 Millionen Jahren und ist seitdem durch Wind und Wetter stark erodiert. Die vulkanische Aktivität erlosch vor 4000 bis 5000 Jahren.
Im Nordosten, bei Corralejo, befinden sich große Wanderdünen (Parque Natural de Corralejo). Der Sand besteht zu großen Teilen aus zerriebenen Meerestiergehäusen (Muscheln, Schneckenhäuser). An manchen Stellen tragen auch Kalkformationen vom ehemaligen Meeresboden, die ebenso wie die schwarzen Vulkanreste stark erodieren, ihren Teil zum meist gesprenkelten Sand bei.
Die Insel erreicht zwischen der Nord- und Südwestspitze eine Länge von knapp 100 Kilometern und misst an der breitesten Stelle 31 Kilometer. Der Istmo de la Pared ist mit fünf Kilometern Breite die schmalste Stelle Fuerteventuras und gliedert die Insel in zwei Teile: den nördlichen Teil Maxorata, nach dem auch die ursprünglichen Inselbewohner Majoreros benannt sind, und die südliche Halbinsel Jandía, wo sich die höchste Erhebung Fuerteventuras befindet, der 807 m hohe Pico de la Zarza (auch Pico de Jandía genannt).

## Geologie

### Phasen der Entstehung
Das geologische Alter der vulkanischen Insel, das heißt der über Wasser erstarrten Gesteine, wurde mittels Ar/Ar-Datierung mit etwa 22 Millionen Jahre ermittelt, andere Forscher sprechen von 20,6 Millionen Jahren. Die ihr benachbarte und ursprünglich mit ihr verbundene Insel Lanzarote entstand hingegen vor etwa 15,5 Millionen Jahren.
Wie bei anderen Inseln des Archipels liegen der Entstehung von Fuerteventura drei Schildvulkanstrukturen zugrunde (12–22 Millionen Jahre alt). Es handelt sich dabei um einen südlichen, einen mittleren und einen nördlichen Vulkankomplex, die inzwischen stark erodiert sind und teilweise unter der Meeresoberfläche liegen. An diesen wurden vor allem die radialen Gangschwärme untersucht.
Die Schildvulkane wiederum ruhen auf noch älteren Strukturen, die entweder als unterseeische Vulkane (Seamounts) wirksam waren und unterhalb des Meeresspiegels blieben, oder später durch Landhebungen aufgrund der vulkanischen Aktivität (Intrusionen) bzw. eines absinkenden Meeresspiegels über die Wasseroberfläche hinausragten. Sie haben ein Alter von etwa 22 bis 48 Millionen Jahren. Unterhalb der Seamounts wiederum befinden sich Sedimentschichten und ozeanische Kruste, die hier 180 Millionen Jahre alt ist.
Wie auf allen Inseln der Kanaren folgte den Aufbauperioden eine Phase der Erosion und eine einige Millionen Jahre währende Pause in der vulkanischen Aktivität. Diese setzte erst vor rund fünf Millionen Jahren wieder ein und dauerte bis in die erdgeschichtliche Gegenwart an; die letzten Eruptionen fanden vor einigen Tausend Jahren statt.

### Erosion
Die ältesten Teile der Insel sind im Westen, die jüngsten im Osten sichtbar. Daraus ist ersichtlich, dass die Erosion große Teile der früheren Inselstruktur zerstört hat, was gemäß der vorherrschenden Lehrmeinung nicht zuletzt auf enorme Flankenkollaps-Ereignisse zurückzuführen ist. Wasser, vor allem Meereserosion und Wind trugen das ihrige zum heutigen Aussehen der Insel bei. In den Kaltzeiten wurde bei niedrigem Meereswasserstand durch den Wind viel Material abgetragen und in Dünen angehäuft, wobei sich Sedimente, etwa Muschelsand mit vulkanischen Gesteinspartikeln vermischten. Auch hoben Intrusionen unter Fuerteventura und La Palma Teile dieser Inseln um mehrere tausend Meter an.

## Klima

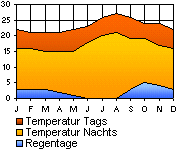
Klimadiagramm

Das Klima ist das ganze Jahr über mild, was den Kanarischen Inseln den Beinamen Inseln des ewigen Frühlings eingebracht hat. Das Meer gleicht die Temperaturen aus, und die Passatwinde halten die heißen Luftmassen aus der nahen Sahara weitgehend fern. Fuerteventura ist mit 147 mm pro Jahr im Kanarenvergleich sehr niederschlagsarm. Die Wolken ziehen darüber hinweg, weil die Berge zu niedrig sind. Verstärkt durch die Fehler der Vergangenheit (Brennholzgewinnung, Haltung freilaufender Ziegen) wirkt sich dies in jüngster Zeit besonders auf die Landwirtschaft aus. Man spricht von Halbwüste mit Tendenz zur Wüste. Palmen und andere Gewächse werden fast ausschließlich künstlich bewässert. Die teilweise starken Regenfälle in den Wintermonaten fließen, begünstigt durch die fehlende Vegetation, größtenteils ungenutzt und ungebremst ins Meer ab. Die Erosion ist sehr hoch. Speicherbecken füllen sich immer wieder mit Material auf und müssen ausgebaggert oder neu angelegt werden. Ein besonderes Wetterphänomen ist die Calima, ein heißer Ostwind aus der Sahara, der feine Staubpartikel mit sich bringt und dadurch die Sicht beeinträchtigt. Während einer Calima-Wetterlage kann die Temperatur sprunghaft um 10 °C ansteigen und die Luft extrem trocken werden. In früheren Jahren brachte der Wind regelmäßig auch afrikanische Wanderheuschrecken mit.
|                       | Jan | Feb | Mär | Apr | Mai | Jun | Jul | Aug | Sep | Okt | Nov | Dez |   |      |
| Mittl. Tagesmax. (°C) | 20  | 21  | 23  | 24  | 25  | 26  | 29  | 29  | 28  | 27  | 25  | 21  | ⌀ | 24,9 |
| Mittl. Tagesmin. (°C) | 14  | 13  | 13  | 14  | 16  | 18  | 19  | 20  | 20  | 18  | 17  | 15  | ⌀ | 16,4 |
|                       |     |     |     |     |     |     |     |     |     |     |     |     |   |      |
| Sonnenstunden (h/d)   | 6   | 7   | 7   | 8   | 9   | 11  | 11  | 11  | 9   | 7   | 6   | 6   | ⌀ | 8,2  |
|                       |     |     |     |     |     |     |     |     |     |     |     |     |   |      |
| Regentage (d)         | 7   | 4   | 3   | 2   | 1   | 0   | 0   | 0   | 1   | 4   | 6   | 6   | Σ | 34   |
|                       |     |     |     |     |     |     |     |     |     |     |     |     |   |      |
| Wassertemperatur (°C) | 18  | 17  | 17  | 18  | 18  | 19  | 19  | 20  | 20  | 20  | 19  | 19  | ⌀ | 18,7 |

| 14 |

| 13 |

| 13 |

| 14 |

| 16 |

| 18 |

| 19 |

| 20 |

| 20 |

| 18 |

| 17 |

| 15 |

| 14 |

| 13 |

| 13 |

| 14 |

| 16 |

| 18 |

| 19 |

| 20 |

| 20 |

| 18 |

| 17 |

| 15 |

### Auswirkungen Klimawandel
Die Langzeitmessungen der mittleren Jahrestemperatur für das Gebiet von Fuerteventura zeigen einen Anstieg der Temperaturen. Temperaturanomalien werden durch Messungen für jeden Monat seit 1979 bis heute deutlich. Die Anomalie gibt an, um wie viel wärmer oder kühler es im Vergleich zum 30-jährigen Klimamittelwert von 1980–2010 war. An den meisten Orten der Insel ist im Laufe der Jahre eine Zunahme der wärmeren Monate festzustellen, was die mit dem Klimawandel verbundene globale Erwärmung widerspiegelt. Dadurch ist mit Verlusten von endemischen Tier- und Pflanzenarten zu rechnen.

### Anstieg Meeresspiegel
In der Wissenschaft wird davon ausgegangen, dass durch die globale Klimakrise der Meeresspiegel auf den kanarischen Inseln bis 2050 um 18 Zentimeter ansteigen wird. Dadurch könnten auch 148 Strände verschwinden. Die Folgen für den Tourismus in der Region sind gravierend.

## Natur und Landschaft

### Fauna
Die Insel ist ein wichtiges Vogelschutzgebiet. Unter Schutz stehen u. a. die Dünen von Corralejo, das Monumento Natural Malpaís de la Arena, der Barranco de los Molinos und der Malpaís Grande nahe der Caldera de los Arrabales. Neben verschiedenen See- und Raubvogelarten genießt vor allem die Saharakragentrappe (Chlamydotis undulata fuerteventurae) besonderen Schutz.
In Fuerteventuras Berglandschaft, aber auch an den zu den Stränden der Ostküste abfallenden Hängen, kann man auf Atlashörnchen (Atlantoxerus getulus) treffen, die von Fall zu Fall an Menschen gewöhnt sind. Die ersten Tiere wurden 1965 aus Nordafrika eingeschleppt; sie vermehrten sich rasch und richten heute teilweise schwere Schäden an der Vegetation an. Außerdem sind der Nordafrikanische Igel (Erinaceus algirus, der als Insektentilger geschätzt wird), Fledermäuse und eine Spitzmausart (Crocidura canariensis) sowie Kaninchen (Jagdwild) verbreitet.
Im Hafen von Morro Jable gibt es eine Meeresschildkrötenauffangstation, in der verletzte Tiere gepflegt werden, um sie anschließend wieder freizulassen. Die Station kann zu bestimmten Zeiten besichtigt werden.

### Flora und Vegetation

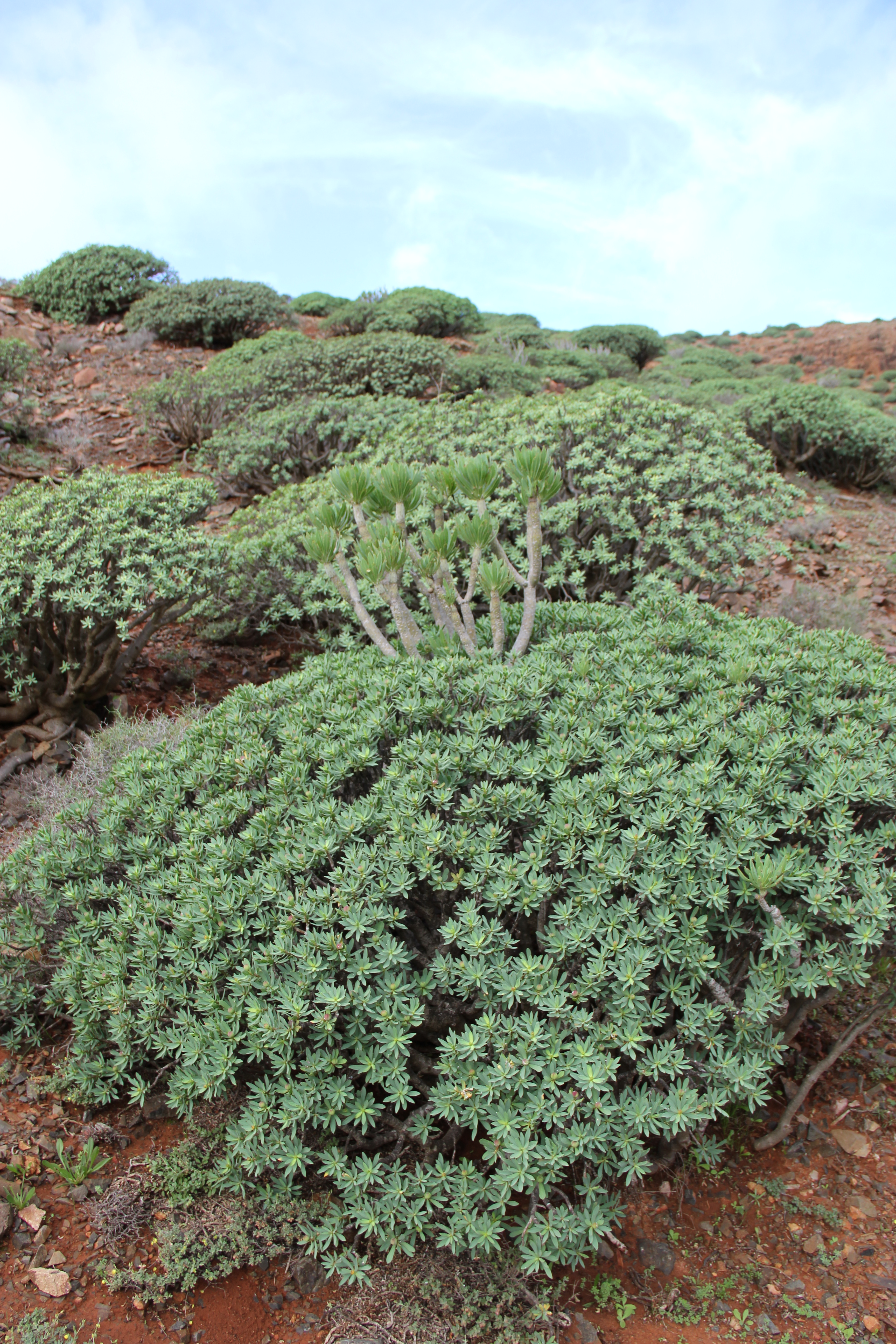
Balsam-Wolfsmilch im Barranco de Teguereyde

Angesichts geringer Niederschläge ähneln weite Teile der Insel einer Halbwüste, in der vornehmlich gegen Trockenheit resistente Arten (Xerophyten) vorkommen. Durch die isolierte geographische Lage begünstigt konnten sich etliche endemische Arten ausbilden. Eine Charakterpflanze Fuerteventuras ist der Strauch-Dornlattich (Launaea arborescens), ein auch in Nordwestafrika und der Sahara weit verbreiteter genügsamer Strauch, der perfekt an trockenes Klima angepasst ist und monatelang ohne Wasser auskommt. Auf den Kanaren ist er als aulaga bekannt. Vielerorts sind Wolfsmilchgewächse wie König-Juba-Wolfsmilch (Euphorbia regis-jubae) und Balsam-Wolfsmilch (Euphorbia balsamifera) zu sehen, letztere wird auf Fuerteventura tabaiba dulce (deutsch Süße Wolfsmilch) genannt. Einem Kaktus ähnlich ist die Kanaren-Wolfsmilch (Euphorbia canariensis), deren kandelaberartige Triebe eine Wuchshöhe von bis zu 3 m erreichen. Auf Fuerteventura ist diese Art u. a. im Barranco de Vinamar anzutreffen. Ebenfalls oft mit einem Kaktus verwechselt wird die Jandía-Wolfsmilch (Euphorbia handiensis). Die endemische Art kommt bis auf vereinzelte Exemplare im Inselnorden ausschließlich auf der Halbinsel Jandía vor.

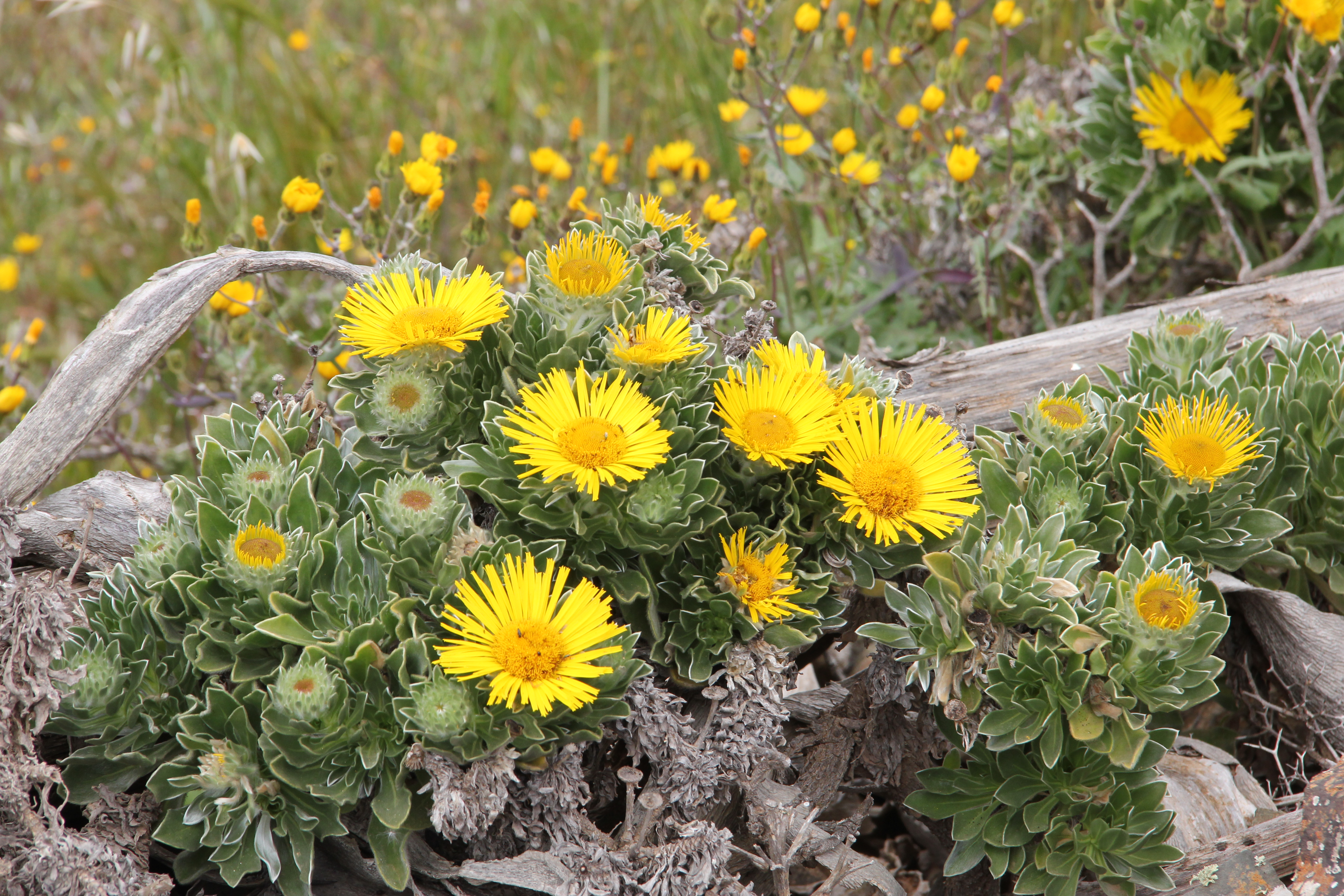
Seidenhaariger Goldstern im Tal von Betancuria

Weitere auf Fuerteventura endemische Arten (teils auch auf Lanzarote verbreitet):
- Balsam-Aeonium (Aeonium balsamiferum)
- Bolles Levkoje (Matthiola bolleana)
- Bonnet-Natternkopf (Echium bonnetii var. fuerteventurae)
- Burchards Fliegenblume (Apteranthes burchardii)
- Famara-Reichardie (Reichardia famarae)
- Fuerteventura-Rutheopsis (Rutheopsis herbanica)
- Jandía-Hasenohr (Bupleurum handiense)
- Kanarisches Flohkraut (Pulicaria canariensis)
- Purpurarien-Spargel (Asparagus nesiotes subsp. purpuriensis)
- Seidenhaariger Goldstern (Asteriscus sericeus)
- Thymianblättriges Sonnenröschen (Helianthemum thymiphyllum)

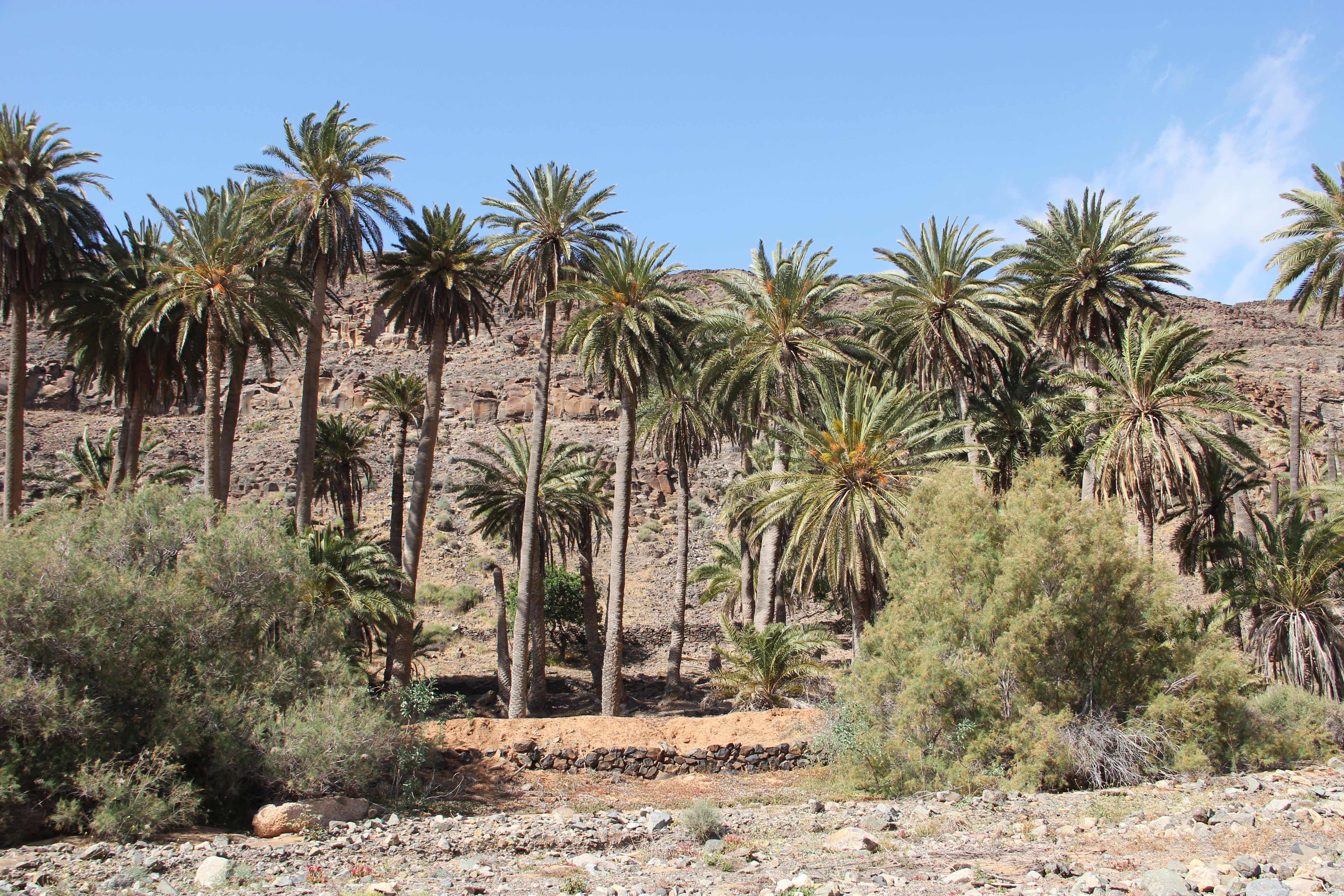
Palmenhain im Barranco de la Madre del Agua

Natürliche Bestände der Kanarischen Dattelpalme (Phoenix canariensis) finden sich u. a. bei Vega de Río Palmas und im Barranco de la Madre del Agua. Von in Hotelgärten, öffentlichen Parks und als Straßenbaum kultivierten Ziergehölzen abgesehen sind bis auf kleine Kolonien von Tamarisken Bäume kaum verbreitet. Nahe Betancuria gibt es ein aufgeforstetes Wäldchen der Kanarischen Kiefer (Pinus canariensis), das allerdings 2021 zum Teil einem Brand zum Opfer fiel.
An gebietsfremden Arten seien der Feigenkaktus (Opuntia ficus-indica) aus der Gattung der Opuntien (Opuntia) und die Amerikanische Agave (Agave americana) genannt. Weit verbreitet sind auch Blaugrüner Tabak (Nicotiana glauca) und Wunderbaum (Ricinus communis).

## Natürliche Symbole der Insel
Zu natürlichen Symbolen der Insel Fuerteventura wurden die Saharakragentrappe (Chlamydotis undulata fuertaventurae) und die Jandía-Wolfsmilch (Euphorbia handiensis) erklärt.

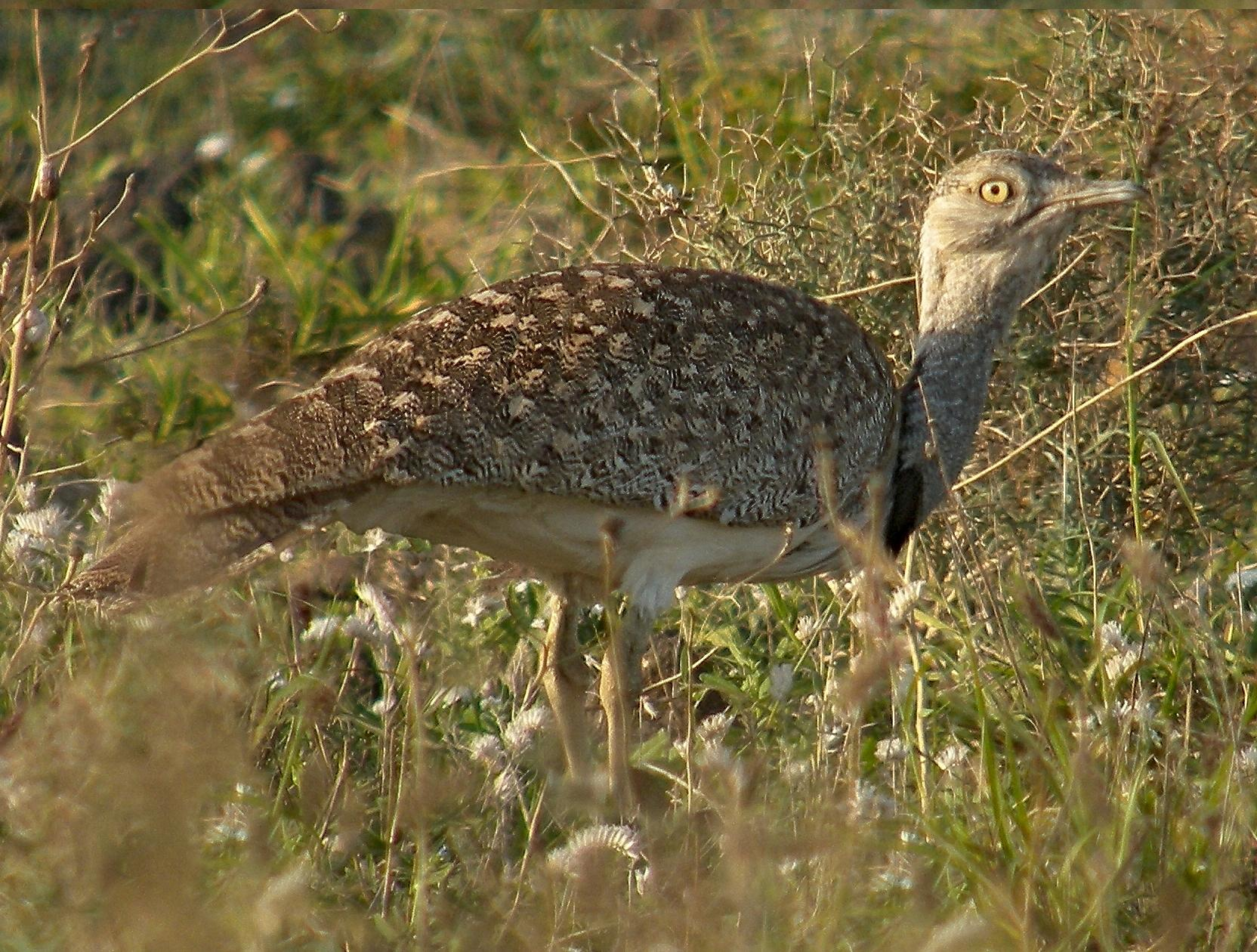
Kragentrappe
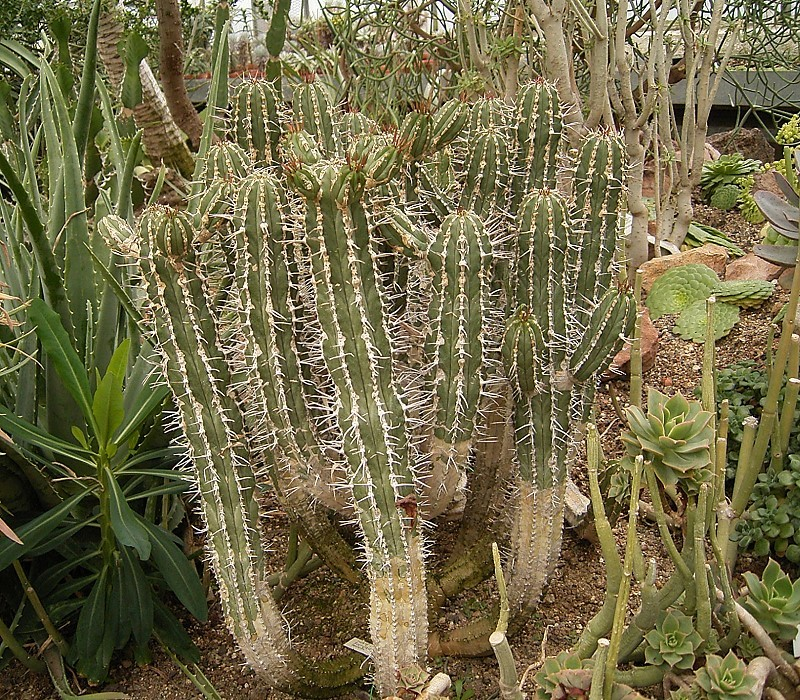
Jandía-Wolfsmilch

## Verwaltung

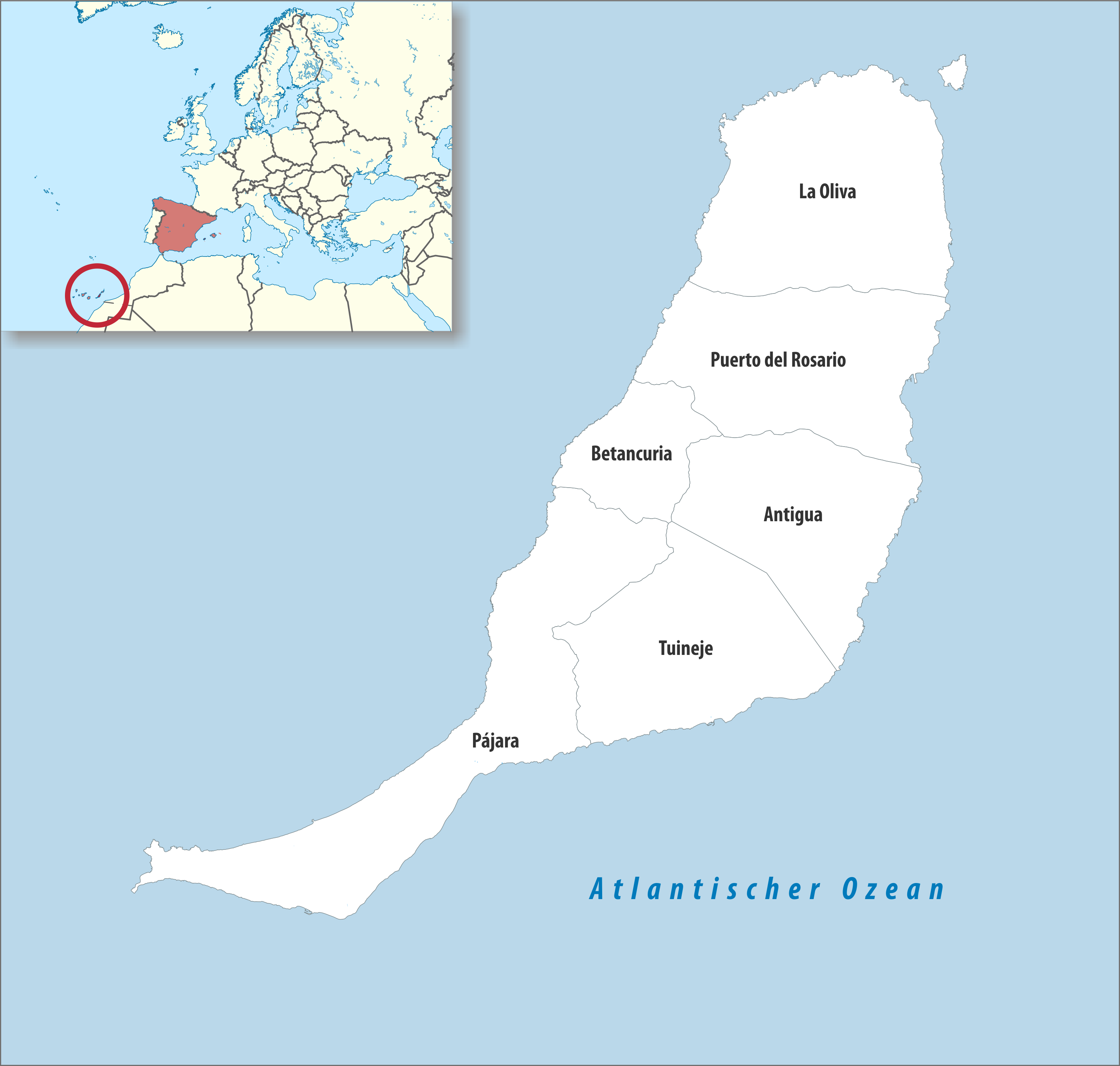
Gemeinden von Fuerteventura

Mit Lanzarote und Gran Canaria gehört Fuerteventura zur spanischen Provinz Las Palmas. Am 26. Juni 2023 wurde Lola García von der Regionalpartei Coalición Canaria als Präsidentin der Inselregierung vereidigt.
Im Vergleich zu anderen Kanarischen Inseln ist Fuerteventura mit 70 Einwohnern pro km² (2019) nur dünn besiedelt. Obwohl sich die Bevölkerung an den touristisch geprägten Orten an der Küste konzentriert, befinden sich die Sitze der Gemeindeverwaltungen, mit Ausnahme der Hauptstadt Puerto del Rosario, in vergleichsweise kleinen historischen Orten im Inselinnern. Fuerteventura ist in sechs Gemeindebezirke eingeteilt.
| Gemeinde           | Einwohner (2024) | Fläche km² | Dichte Einw./km² | Cod INE | Postleitzahl               |
| ------------------ | ---------------- | ---------- | ---------------- | ------- | -------------------------- |
| Antigua            | 13.832           | 250,25     | 55               | 35003   | 35630, 35638               |
| Betancuria         | 812              | 103,71     | 8                | 35007   | 35637                      |
| La Oliva           | 29.693           | 355,33     | 84               | 35014   | 35640, 35649, 35650, 35660 |
| Pájara             | 21.614           | 384,94     | 56               | 35015   | 35625–35628                |
| Puerto del Rosario | 44.638           | 290,77     | 154              | 35017   | 35600, 35610–35613         |
| Tuineje            | 16.454           | 276,30     | 60               | 35030   | 35620, 35627–35629         |
| Fuerteventura      | 127.043          | 1.661,30   | 76               | –       | –                          |

## Geschichte

### Bedeutung und Herkunft des Namens
Die Insel Fuerteventura wurde im Jahr 1339 zum ersten Mal auf der Seekarte des Kartografen Angelino Dulcert in ihrer ungefähren Form verzeichnet. Auf dieser Karte war sie als laforte ventura markiert. Diesen Namen verwendeten vermutlich die mallorquinischen Seefahrer dieser Zeit. Später im 14. Jahrhundert ging man dann zu der Schreibweise in einem Wort über. Die Kanarischen Inseln wurden damals als die islas afortunadas (‚glückselige Inseln‘) bezeichnet. Damit wäre Fuerteventura die Große Glückselige.

### Erste Besiedlung
Die ersten Menschen, die die Insel Fuerteventura besuchten, waren vermutlich phönizische Seefahrer, die im 10. Jahrhundert v. Chr. die damals unbewohnten Kanarischen Inseln erreichten. Der Kontakt wurde bis ins 6. Jahrhundert v. Chr. aufrechterhalten. Archäologische Funde deuten darauf hin, dass spätestens in der Zeit des 1. Jahrhunderts v. Chr. bis zum 3. Jahrhundert n. Chr. enge Verbindungen zwischen der Insel Fuerteventura und dem Mittelmeerraum bestanden und dass Personen aus der Gegend des Círculo del Estrecho, der Gegend nördlich und südlich der Meerenge von Gibraltar, auf der Insel angesiedelt wurden.

### Zeit der isolierten Entwicklung
Die politisch-wirtschaftliche Krise des Römischen Imperiums Ende des 3. Jahrhunderts n. Chr. führte zur Einstellung der Kontakte zwischen den Kanarischen Inseln und dem Mittelmeerraum. Die Einwohner der Inseln besaßen nicht die notwendigen Werkzeuge und nautischen Kenntnisse, um seegängige Schiffe herzustellen. Daher bestanden zwischen den Inseln und der Außenwelt, aber auch zwischen den Inseln untereinander, seit dem 4. Jahrhundert bis zu Beginn des 14. Jahrhunderts keine Verbindungen. Die Majoreros, die Ureinwohner der Kanareninsel Fuerteventura, entwickelten in diesen 1000 Jahren, abgeschieden von den anderen Inseln und dem Festland, eine eigenständige Kultur. Da sie selbst keine schriftlichen Zeugnisse hinterlassen haben, sind die Kulturen der Altkanarier nur aus archäologischen Funden und Berichten europäischer Seefahrer ab dem 14. Jahrhundert bekannt.

### Wiederentdeckung der Kanarischen Inseln im 14. Jahrhundert
Im 14. Jahrhundert suchten die Seefahrer der italienischen Handelszentren einen neuen Weg nach Indien. Dabei wurde das Gebiet entlang der Westküste Afrikas erkundet und die Ergebnisse in Karten und Portolanen (Seebüchern) veröffentlicht. Im Verlauf des 14. Jahrhunderts kam eine Vielzahl von Expeditionen von Genuesen, Portugiesen, Mallorquinern, Katalanen und Andalusiern auf die Insel, um Menschen zu fangen, die sie auf den Märkten im Mittelmeergebiet und auf der Iberischen Halbinsel als Sklaven verkauften.

### Unterwerfung der Majoreros durch Europäer
Um 1390 erfuhr der französische Adelige Jean de Béthencourt von der Existenz der Kanaren. 1402 begannen er zusammen mit Gadifer de la Salle damit, von Lanzarote aus auf den Kanarischen Inseln Handelsstützpunkte zu errichten, Europäer anzusiedeln, die Urbevölkerung zu christianisieren und der Herrschaft der Krone von Kastilien zu unterwerfen. Direkt nach der Ankunft der Franzosen hatte sich Gadifer de La Salle acht Tage auf Fuerteventura aufgehalten, ohne auf Einwohner zu treffen. Diese hatten sich aus Angst vor Sklavenjägern ins Innere der Insel geflüchtet.
Zu Beginn des 15. Jahrhunderts lebten die Majoreros in zwei Herrschaftsgebieten, die durch eine Mauer, die quer über die Insel verlief, getrennt wurden. Nach einigen Zusammenstößen zwischen den Ureinwohnern und den Europäern war den beiden Herrschern der Majoreros klar, dass sie aufgrund ihrer unterlegenen Waffentechnik den Europäern trotz deren geringer Zahl keinen anhaltenden Widerstand entgegensetzen konnten. Deswegen boten sie Jean de Béthencourt einen Waffenstillstand an. Sie gaben außerdem zu verstehen, dass sie Christen werden wollten und erkannten den König von Kastilien als ihren Oberherren an. Am 18. Januar 1404 wurde Guize, der König des nördlichen Teils der Insel, auf den Namen Luis und am 25. Januar 1404 Ayoze, der König des südlichen Teils der Insel, auf den Namen Alfonso getauft. Nach der Unterwerfung der Majoreros verteilte Jean de Béthencourt den Grundbesitz auf der Insel neu. Dabei erhielten nicht nur die neuen, aus Frankreich stammenden Siedler, sondern auch die ehemaligen Herrscher der Majoreros Grundstücke. Sitz der Verwaltung wurde Betancuria.

### Herrschafts- und Eigentumsverhältnisse
Nach der Unterwerfung der Bevölkerung der Inseln Lanzarote, Fuerteventura und El Hierro und vergeblichen Versuchen der Eroberung anderer Inseln verließ Jean de Béthencourt im Dezember 1405 die Kanarischen Inseln und beauftragte seinen Verwandten Maciot de Béthencourt mit der Herrschaft auf den Inseln. Obwohl Jean de Béthencourt im Jahr 1412 in Kastilien einen Vasalleneid auf den neuen König Johann II. geleistet hatte, wurde sein Stellvertreter Maciot de Béthencourt 1419 gezwungen, die Inseln an den Grafen von Niebla abzutreten. In den folgenden Jahren gingen die Eigentumsverhältnisse an den Kanarischen Inseln durch Schenkung, Kauf und Erbschaft immer wieder auf andere Lehensmänner des Königs von Kastilien über. Im Jahr 1452 erbten Inés Peraza de las Casas und ihr Ehemann Diego García de Herrera y Ayala die Herrschaftsrechte auch auf der Insel Fuerteventura. Nach dem Tod von Inés Peraza de las Casas im Jahr 1503 gab es eine komplizierte testamentarische Verfügung über die Besitz- und Herrschaftsrechte an den Inseln, die von den Erben so nicht durchgeführt werden konnte. Es ergab sich, dass die Familie Herrera auf Lanzarote, die Familie Saavedra auf Fuerteventura und die Familie Peraza auf La Gomera und El Hierro die Herrschaft ausübten. Die Saavedras ließen ihre Rechte auf der Insel Fuerteventura durch Stellvertreter wahrnehmen und verließen im Jahr 1675 die Insel endgültig.
In der Zeit danach übte der Milizoffizier Sebastian Trujillo Ruiz als Administrator der Insel großen politischen Einfluss aus. 1708 setzte die spanische Krone den Großgrundbesitzer Pedro Sánchez Dumpiérrez (1659–1733) als ihren politischen und militärischen Statthalter auf Fuerteventura ein, der eine Tochter von Sebastián Trujillo Ruiz geheiratet hatte. Dumpiérrez wurde der erste der „Coronels“ (Obristen). In der Folge behielten die Nachkommen aus dieser Verbindung über das Ende der Feudalherrschaft im Jahr 1811 hinaus bis zum Tod des siebten Coronel im Jahr 1870 dieses Amt. Mitglieder der Familie Saavedra waren bis zur Abschaffung der Señoríos in Spanien im 19. Jahrhundert, formal „Señores de Fuerteventura“.

### Entwicklung unter der Herrschaft der Krone von Kastilien
In der Mitte des 15. Jahrhunderts bestand die Bevölkerung Fuerteventuras aus Ureinwohnern und neuen Siedlern, von denen einige aus der Normandie kamen, der größte Teil aber von der Iberischen Halbinsel. Am Anfang stand der Export von Orchilla und einigen Produkten der Viehzucht wie Felle, Fett usw. an erster Stelle. Bald bildete sich eine Wirtschaft heraus, die auf der landwirtschaftlichen Selbstversorgung beruhte. Durch die Intensivierung der Landwirtschaft ging hauptsächlich die Produktion von Getreide bald über den Bedarf der Inselbevölkerung hinaus. Die Überschüsse wurden auf die anderen Kanarischen Inseln und nach Kastilien exportiert. 20 % der Erlöse mussten als Ausfuhrsteuer an die Herren der Insel abgegeben werden. Eine weitere Einnahmequelle der Señores waren Angriffe auf die Bevölkerung des afrikanischen Festlands, „cabalgadas“ genannt. Dabei wurden Edelmetalle, Elfenbein und Sklaven erbeutet. Diese Sklaven maurischer Herkunft wurden teilweise in Kastilien verkauft, zum Teil schlossen sie auf der Insel Fuerteventura die Lücken, die Personen hinterließen, die es vorzogen auf die neu eroberten Inseln Gran Canaria, La Palma und Teneriffa zu ziehen, um dort zu leben. Die Abwanderung der Bevölkerung wurde dadurch hervorgerufen, dass die Señores das Privileg hatten ein Fünftel der Exportprodukte zu verlangen. Dazu kam die Zahlung von einem Zehntel an die Kirche und verschiedene Gemeindesteuern an den Cabildo, was das Leben auf Fuerteventura beschwerlicher machte als auf den anderen Inseln. Die getauften Mauren der Kanarischen Inseln wurden nicht im Jahr 1609 ausgewiesen wie auf dem Gebiet des spanischen Festlandes. Sie wurden auf Fuerteventura als „naturales“ (am Ort geborene Einwohner) mit voller gleichberechtigter Staatsbürgerschaft angesehen ohne Unterschied zu der restlichen Bevölkerung der spanischen Reiche.
1740 landeten englische Korsaren bei Gran Tarajal und wollten die Insel unterwerfen, sie wurden jedoch in zwei Schlachten bei Tuineje besiegt. Während des 17. und 18. Jahrhunderts kam es immer wieder zu Überfällen von Freibeutern. Daher wurden zum Schutz der Insel 1740 die beiden Festungstürme von El Cotillo und Caleta de Fuste errichtet.
1834 wurde Antigua neue Hauptstadt, 1835 wurde der Verwaltungssitz nach Puerto de Cabras (heute: Puerto del Rosario) verlegt. 1836 wurde die Feudalherrschaft der Señores abgeschafft. 1852 wurden die Kanarischen Inseln von Isabella II. zur Freihandelszone erklärt. Die Militärherrschaft über die Insel wurde 1859 aufgelöst und Puerto de Cabras wurde 1860 schließlich die neue und jetzige Hauptstadt der Insel.
1912 wurden den Kanaren die Selbstverwaltungsrechte (Cabildo Insular) zugestanden. Fuerteventura und Lanzarote wurden 1927 Teil der Provinz Las Palmas. 1966 kamen die ersten Urlauber auf die Insel. 1975 wurden etwa 4500 spanische Fremdenlegionäre nach Puerto del Rosario verlegt. 1982 bekamen die Kanarischen Inseln einen eigenen Autonomiestatus. 1986 trat Spanien der Europäischen Gemeinschaft bei, die Kanaren behielten aber ihren Sonderstatus. Der Fremdenverkehr wurde 1990 zur wichtigsten Einnahmequelle der Insel, die Bautätigkeiten erreichten ihren Höhepunkt. Die Fremdenlegion wurde 1996 wieder von Fuerteventura abgezogen.

## Wirtschaft

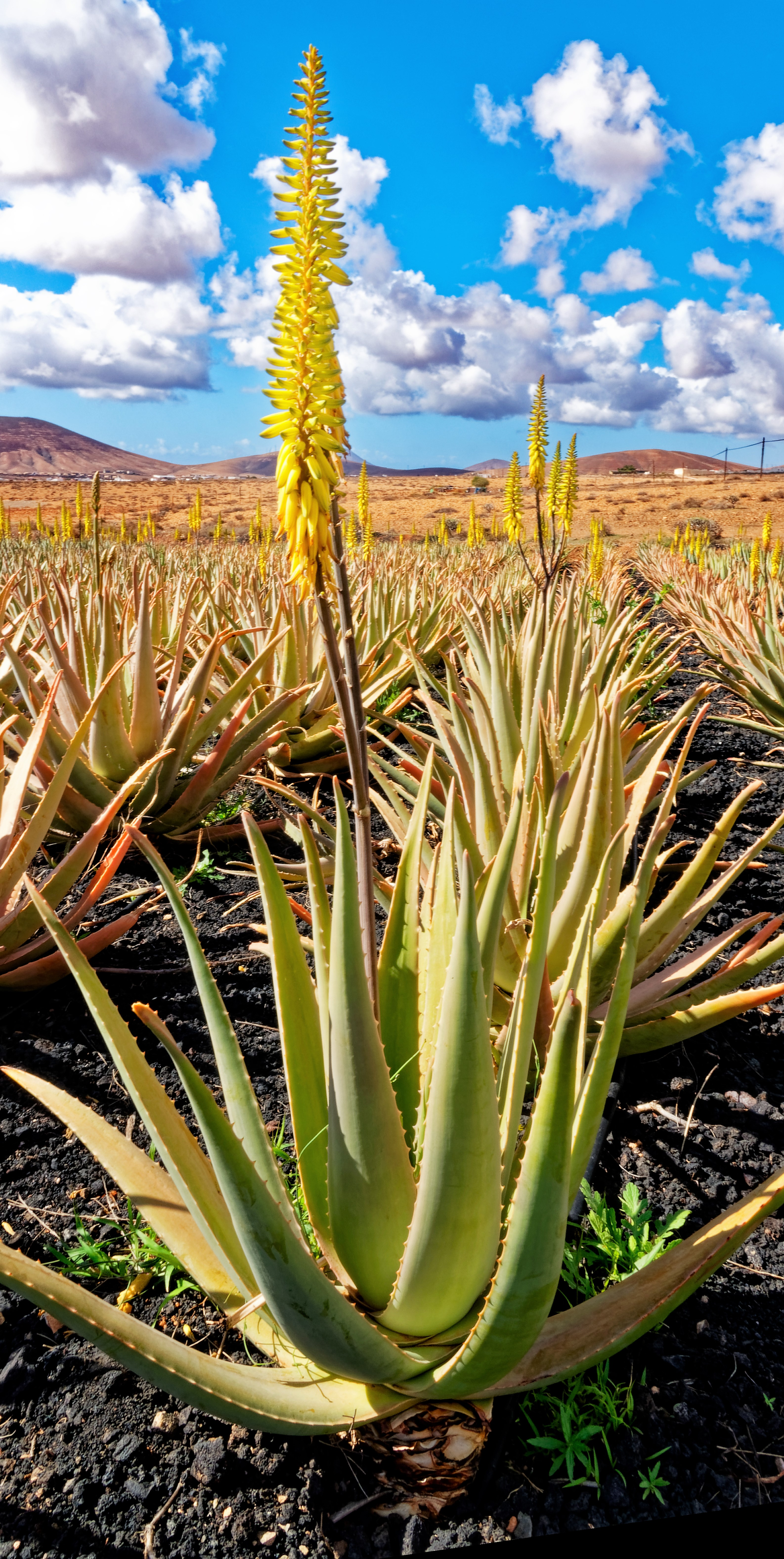
Anbau von Aloe Vera

### Tourismus
Der Hauptwirtschaftszweig ist der Tourismus: von sanftem, naturnahem Tourismus im Inselinneren bis hin zu größeren und stark frequentierten Hotelketten für Massentourismus im Küstenbereich. Die vier größten, teils gesichtslosen Ferienzentren sind Corralejo im Norden und Caleta de Fuste südlich des Flughafens sowie Costa Calma und Morro Jable auf der Halbinsel Jandía. Von den jährlich gut zwei Millionen Touristen sind 35 Prozent Deutsche. Viele Sportarten werden angeboten – vor allem Wassersport: Segeln, Surfen, Schwimmen, Wasserski, Jetski, Tauchen und daneben auch Wandern und Radfahren. Bauern bieten regionale Produkte an und partizipieren somit geringfügig am Tourismus. Wenn sie aber nicht gerade im Besitz küstennaher Weideflächen sind, geht das Geschäft mit den Fremden am Großteil der alteingesessenen Bevölkerung vorbei oder schadet sogar den traditionellen Großfamilien durch Abwanderung der Jugend in die Touristenorte und das besonders bei Immobilien gestiegene Preisniveau. Vorteile sind in der verbesserten Infrastruktur zu sehen.
Fuerteventura wurde 2008/2009 – wie Spanien insgesamt – von der Wirtschaftskrise erfasst. Die in den vorangegangenen Jahren aufstrebende Bauindustrie, die neben dem Tourismus eine der tragenden Säulen der Wirtschaft war, brach vorübergehend zusammen. Die Arbeitslosigkeit war im Rahmen der Krise auf über 33 Prozent gestiegen, die Jugendarbeitslosigkeit (bei den unter 25-Jährigen) lag in dieser Zeit mit rund 55 Prozent noch darüber.
Im Zuge der COVID-19-Pandemie gingen die Urlauberzahlen ab 2020 zurück. 2019 verzeichnete die Insel 1,99 Millionen Touristen, 2021 waren es nur 1,01 Millionen. Davon stellten deutsche Touristen mit 398.467 den mit Abstand größten Anteil, gefolgt von Spaniern (143.763) und Urlaubern aus dem Vereinigten Königreich (130.578). Bei letzteren waren die Einbußen mit einem Minus von 73,5 % am größten.
Als Folge des Rückgangs der Urlauberzahlen wurden viele Hotels und Apartmentanlagen geschlossen. 2021 wies die Zahl der zur Verfügung stehenden Hotelbetten einen Rückgang von 33 % gegenüber 2019 auf. Noch stärker fiel der Rückgang bei den Übernachtungsmöglichkeiten in Apartmentanlagen aus: 2019 verzeichnete Fuerteventura in diesem Sektor 15.272 Betten, 2021 waren es nur noch 6.522.
2023 wurde mit knapp 2,3 Millionen Übernachtungsgästen ein neues Rekordhoch erreicht.

### Landwirtschaft

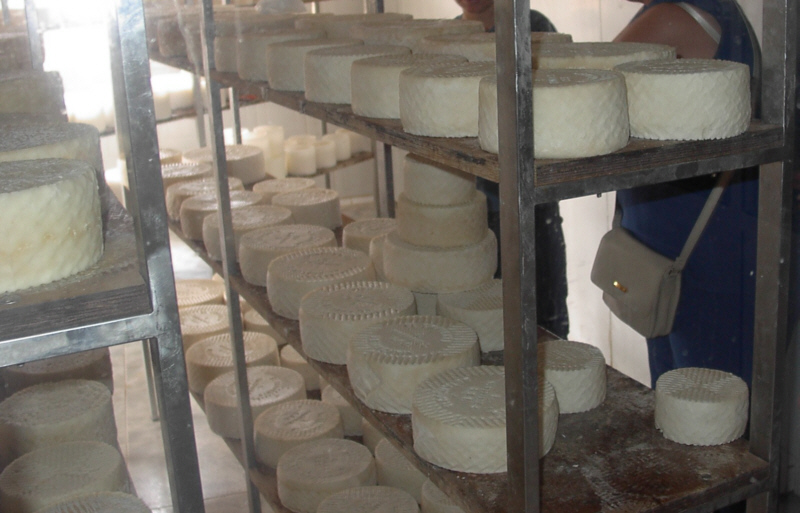
Ziegenkäse in einer Käserei auf Fuerteventura

Die Landwirtschaft spielt nicht zuletzt wegen Wassermangel wirtschaftlich keine große Rolle mehr. 1970 wurden noch rund 3,5 % der Fläche von Fuerteventura ackerbaulich genutzt, mittlerweile sind es nur noch 0,1 %.
Eine Anbautechnik, welche auch auf Fuerteventura genutzt wird, ist der Trockenfeldanbau. Hierbei wird das sogenannte picón eingesetzt. Das Material setzt sich vornehmlich aus Vulkanasche und Lapilli zusammen. Lapilli sind winzige pyroklastische Gesteine, die infolge von Vulkanausbrüchen entstehen und die Eigenschaft haben, Wasser zu konservieren.
Mit Hilfe künstlicher Bewässerung werden in großen Treibhäusern meist Tomaten produziert, die sich aufgrund ihres intensiven Aromas von Tomaten unterscheiden, die auf den übrigen Kanaren geerntet werden.
Regionale Produkte sind vor allem kanarische Kartoffeln (Papas Arrugadas), kanarische Tomaten (rückläufig) sowie kleine Mengen an Olivenöl und Meersalz. Aus Getreide oder Mais wird Gofio erzeugt. Bedeutend ist die Ziegenhaltung, Ziegenkäse aus Fuerteventura wird regelmäßig prämiert und auf die Nachbarinseln und in kleinem Umfang auch nach Europa ausgeführt. Fischfang (Adlerfisch, diverse Barschartige wie Wolfsbarsch oder Barracudas) spielt lediglich eine untergeordnete Rolle.
In einigen Gemeinden wird die Heilpflanze Aloe vera angebaut. Daraus hergestellte und exportierte Produkte sind allerdings durch Markenpiraterie und Billigimporte, vor allem aus China, Indien und Pakistan, bedroht. Untersuchungen im Jahr 2015 bezifferten den Schaden durch falsch deklarierte Importprodukte auf 21 Millionen Euro pro Jahr.

### Energieerzeugung und Wasserhaushalt
Obwohl auf Fuerteventura fast ganzjährig die Sonne scheint und es auch sehr gut geeignete Standorte zur Windstromerzeugung gibt, machten Solar- und Windstrom im Jahr 2021 lediglich 18,7 % (2019: 11,7 %) der gesamten Bruttostromerzeugung aus. Der restliche Strom wird in dem veralteten Kraftwerk Las Salinas in Puerto del Rosario aus Erdöl, und zu einem kleinen Anteil auch aus Erdgas, erzeugt.
Die früher durch Brunnen, Zisternen und kleine Stauseen gedeckte Wasserversorgung spielt keine Rolle mehr.
Der Wasserbedarf wird heute überwiegend durch Meerwasserentsalzungsanlagen gedeckt, angesichts der in den letzten drei Jahrzehnten durch den Tourismus stark angewachsenen Bevölkerung wäre die Insel ohne entsalztes Wasser nicht überlebensfähig.

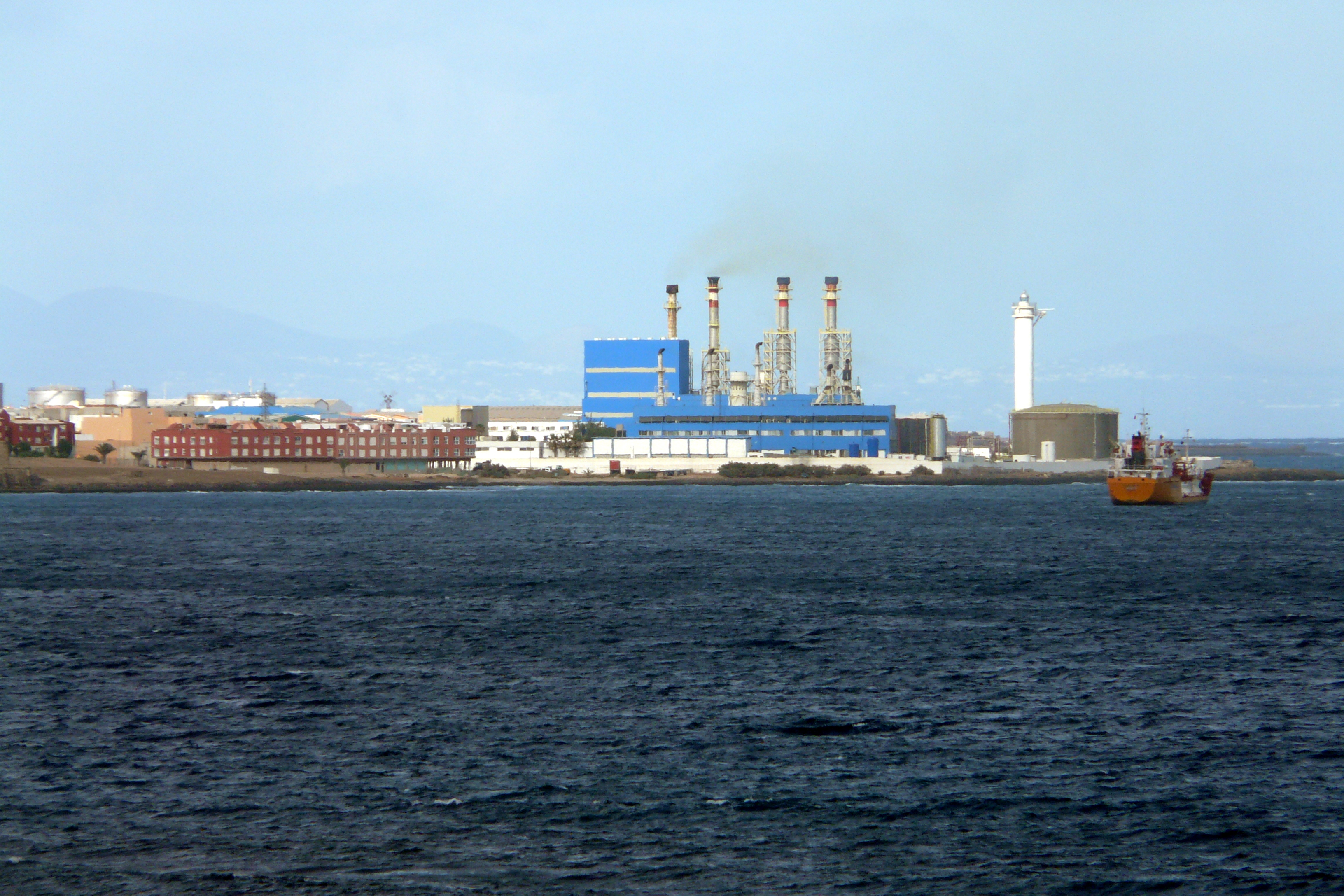
Diesel- und Gaskraftwerk von 1975 zur Strom- und Wassererzeugung (Meerwasserentsalzung) auf Fuerte Ventura

## Verkehr

### Flugverkehr
Die Insel hat mit dem internationalen Flughafen Verbindungen in mehrere europäische Länder.

### Seeverkehr
Der Seehafen der Inselhauptstadt Puerto del Rosario ist der größte Umschlagplatz der Insel.
Weitere Häfen gibt es in Morro Jable, Corralejo, Gran Tarajal und El Castillo. Von Corralejo aus verkehrt stündlich eine Fähre nach Playa Blanca auf die nördliche Nachbarinsel Lanzarote. Morro Jable hat eine Fährverbindung mit Las Palmas auf Gran Canaria. Die Fähre setzt einmal am Tag über und braucht etwa dreieinhalb Stunden. Von Las Palmas gibt es eine Verbindung nach Gran Tarajal.
Eine Schiffsverbindung zu lediglich 120 Kilometer entfernen nordwestafrikanischen Häfen gibt es derzeit nicht. Bis 2008 unterhielt die Reederei Naviera Armas eine direkte Fährverbindung zum marokkanischen Hafen Tarfaya. Nachdem die Autofähre Assalama am 30. April 2008 vor Tarfaya sank, wurde die Linie eingestellt.

### Straßenverkehr und Regionalbuslinien
Das Straßennetz ist in allen Inselteilen gut ausgebaut. Die beiden wichtigsten Fernstraßen FV-1 und FV-2 werden zu einer Nord-Süd-Autobahn ausgebaut.
Zwischen den größeren Orten gibt es ein Netz von Regionalbuslinien. Der Verkehr wird in erster Linie durch das regionale Verkehrsunternehmen Tiadhe durchgeführt, das im Juni 2015 nach eigenen Angaben über etwa 100 Fahrzeuge verfügt. Zentraler Knotenpunkt des Netzes ist der Busbahnhof von Puerto del Rosario. Linie 1 verkehrt als wichtige Verbindung zwischen der Inselhauptstadt und der touristisch bedeutenden Halbinsel Jandía zwischen Puerto del Rosario und Morro Jable und durchquert in ihrem Verlauf auch wichtige Orte im Hinterland der Insel wie zum Beispiel Antigua. Aber sie verbindet dabei auch Zentren wie Gran Tarajal, La Lajita, Costa Calma sowie weitere Orte entlang der Fernverkehrsstraße FV-2. Es wird dabei etwa ein Stundentakt angeboten. Je nach Tageszeit in Abschnitten mit zahlreichen verdichtenden Fahrten oder aber mit geringfügigen Taktlücken zu nachfrageschwächeren Tageszeiten.
Ähnlich häufig verkehren die Linien 3 und 6, die Puerto del Rosario mit Caleta de Fuste (sowie den Flughafen) bzw. Corralejo verbinden. Mit der Linie 10 existiert ferner ein Expressbus (bei vergleichbarem Fahrpreis) zwischen Puerto del Rosario und Morro Jable, der in seinem Verlauf auch den Flughafen sowie Caleta de Fuste anbindet und sich somit in seiner Route von der Linie 1 unterscheidet.
Einige Orte im Hinterland der Insel werden nur ein- bis zweimal täglich angefahren.

## Medien

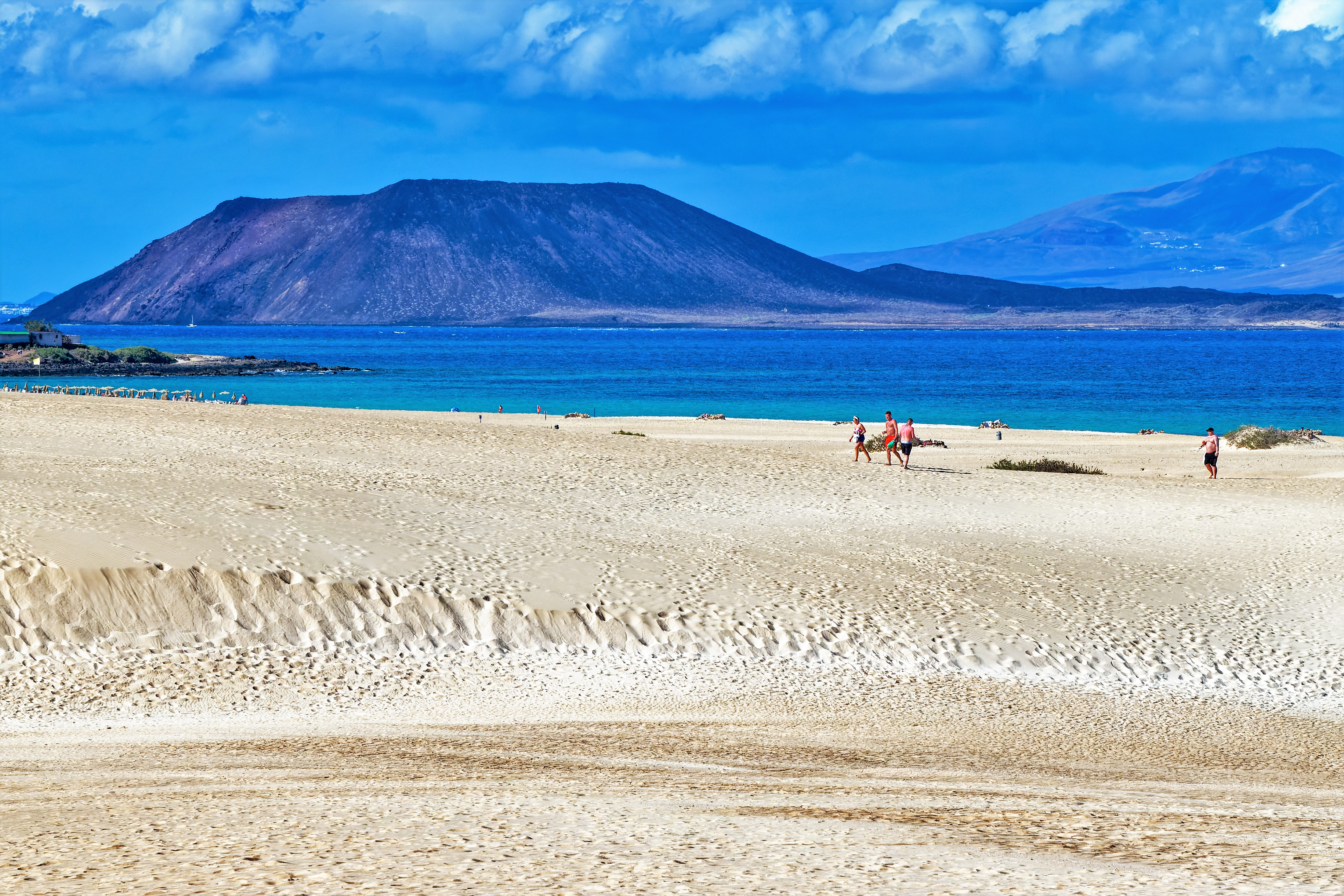
Sandstrand gegenüber der Insel Lobos

deutschsprachige Zeitungen
- Fuerteventura-Zeitung

Radio
- Sol FM (UKW 94.8)
- Hola FM (UKW 95.1)

## Sehenswürdigkeiten

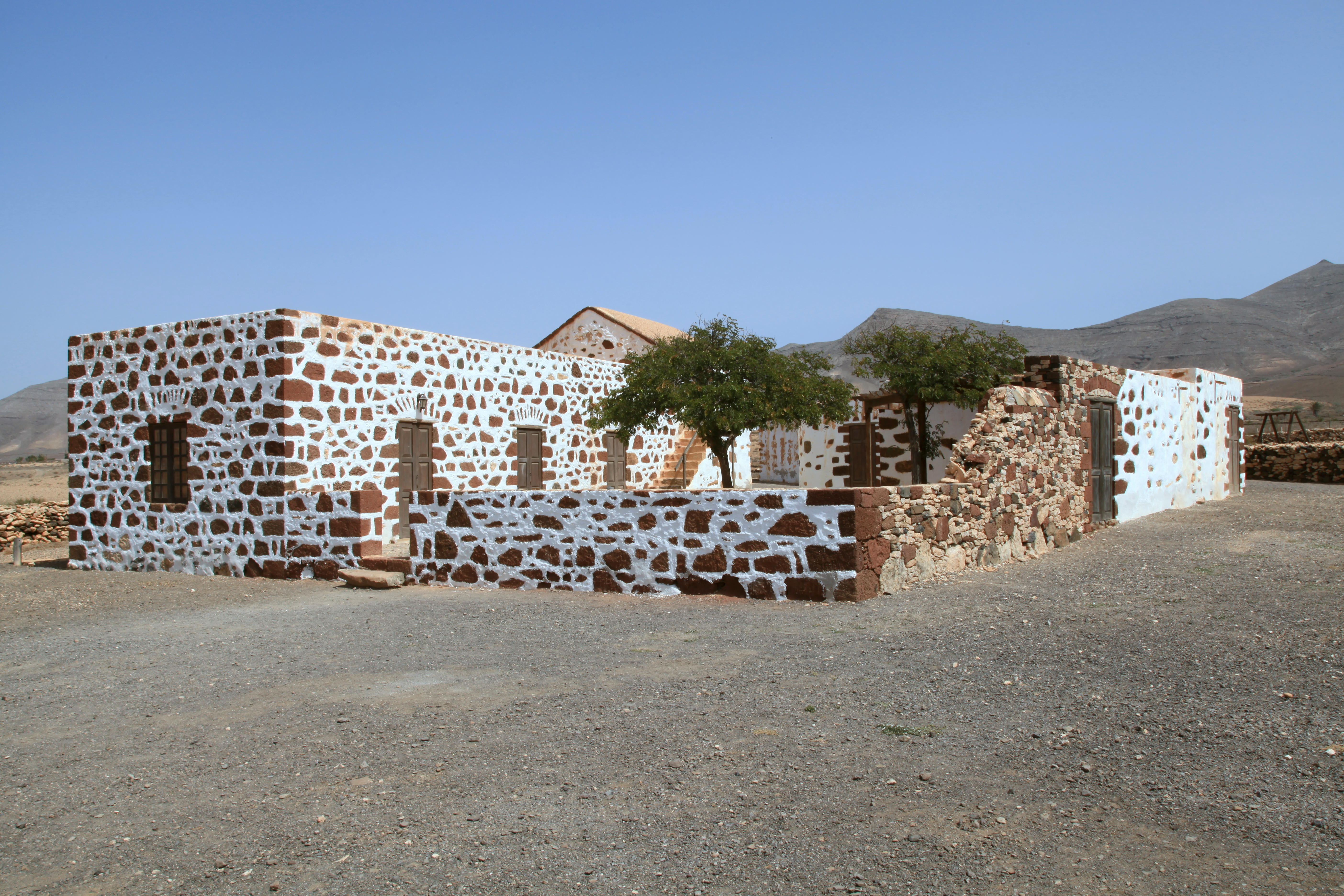
Ecomuseo La Alcogida

- Die größte Attraktion sind die teils kilometerlangen Sandstrände, im Norden bei Corralejo die Playas Grandes mit einer als Naturpark ausgewiesenen Dünenlandschaft, auf der Halbinsel Jandía im Süden die Playas de Sotavento. Die kaum erschlossene Westküste dagegen besteht zu einem großen Teil aus Steilküsten mit teils lebensgefährlichen ablandigen Strömungen.
- Vom Hafen Corralejo werden Schiffsausflüge auf die vorgelagerte Insel Lobos angeboten. Die autofreie und unbewohnte kleine Nachbarinsel kann auf einem Wanderweg in etwa drei Stunden umwandert werden.[35] Zum Schutz der Natur gibt es eine Zugangsbeschränkung.
- Im zentralen Bergland ist die ehemalige Inselhauptstadt Betancuria ein beliebtes Ausflugsziel. Anlaufpunkt in dem vom Kolonialismus geprägten Ortskern ist die im Stil der Spätrenaissance errichtete Pfarrkirche Iglesia de Santa Maria.[36] Gegenüber von der Kirche befindet sich in einem ehemaligen Kolonialgebäude einer der schönsten Landgasthöfe der Insel.
- Von Ajuy aus sind im Rahmen einer kurzen Wanderung die Cuevas de Ajuy und der Arco del Jurado, ein markantes Felsentor, erreichbar.
- Durch den Barranco de las Peñitas wird jedes Jahr im September eine große Wallfahrt zu einer Marienkapelle unternommen.
- In La Lajita gibt es den Freizeitpark Oasis Wildlife Fuerteventura, einen Zoo mit Tier-Shows und Kamel-Safari. Dazu gehört ein botanischer Garten, in dem neben subtropischen Gewächsen aus aller Welt auch die wichtigsten endemischen Arten der lokalen Flora gezeigt werden.[37]
- Bei dem Ort Tefía im Nordwesten der Insel befindet sich das Museum Ecomuseo La Alcogida. Mit Mitteln der Europäischen Union wurden hier mehrere verfallene Bauernhöfe restauriert. Es wird die Handwerkskunst und Lebensweise der Bevölkerung Fuerteventuras vor der Zeit des Tourismus gezeigt.
- Bei Cofete auf der Halbinsel Jandía liegt die Villa Winter, ein nach dem ehemaligen deutschen Eigentümer benanntes Anwesen mit undurchsichtiger Vergangenheit.

## Sport

### Einheimische Sportarten
Auf Fuerteventura werden eine Reihe von traditionellen kanarischen Sportarten praktiziert:

#### Kanarisches Ringen
Das Kanarische Ringen (Lucha Canaria) wird in speziellen Sandarenen, den sogenannten „Terreros“, ausgetragen. Darin versuchen die beiden Teilnehmer, sich gegenseitig umzuwerfen. Die Insel verfügt über 14 solcher Arenen und unterhält eine Schulliga sowie verschiedene Programme zur Förderung des Sports.

#### Juego del Palo
Eine weitere traditionelle Sportart ist „Juego del Palo“ (Stockkampf), eine kanarische Kampfkunst, bei der zwei Teilnehmer mit Stöcken gegeneinander antreten, ohne direkten Körperkontakt. Tarajal. Dieser Sport hat seinen Ursprung in den Kampftechniken der vorkolonialen Kanarischen Bevölkerung. Verschiedene Clubs auf der Insel, wie der Club-Escuela Dunas de Corralejo und der Club-Escuela Sorinque de Gran Tarajal, bieten Trainingsmöglichkeiten an.

#### Boule (Bolos Canarios)
Dieser Sport ähnelt dem französischen Pétanque und wird auf einer rechteckigen Sand- oder Erdpiste gespielt. Ziel des Spiels ist es, mit einer Kugel möglichst nahe an ein Zielobjekt, den sogenannten mingue oder boliche, zu werfen. Obwohl der Sport auf Fuerteventura nicht sehr verbreitet ist, gibt es einige Boule-Clubs und -Plätze auf der Insel.

### Wassersport
Weitläufige Strände und ein ganzjährig mildes Klima mit Wassertemperaturen von nicht unter 18 Grad machten Fuerteventura zu einem der besten Wassersportreviere Europas:

#### Windsurfen, Kitesurfen und Wellenreiten
Angesicht der besonderen Windverhältnisse sind vor allem Windsurfen und Kitesurfen populär. Sowohl an den Stränden von Corralejo als auch an der Playa Barca in der Gemeinde Pájara gibt es zahlreiche Schulen mit Kursangeboten, in denen diese Sportarten unterrichtet werden. In Playa Barca werden seit 1985 alljährlich die Internationalen Windsurfing- und Kiteboarding-Meisterschaften ausgetragen. Viele namhafte Wind- und Kitesurfer nehmen und nahmen an diesem Wettbewerb teil, wie zum Beispiel der mehrfache Weltmeister im Windsurfen Bjørn Dunkerbeck und die mehrfache Kiteboarding-Meisterin Gisela Pulido.
Für Wellenreiter gibt es gute Reviere in Corralejo, El Cotillo und La Pared.

#### Tauchen
Fuerteventura bietet ideale Bedingungen für Taucher, da die Insel eine große Küstenschicht aufweist, die bis zu 30 km ins Meer reicht. Die besten Tauchgebiete befinden sich in der Nähe von Playa del Matorral im Süden und zwischen der Insel Lobos und Corralejo im Norden.

#### Segeln
Auf der Insel werden Wettkämpfe mit verschiedenen Bootstypen ausgetragen, wie z. B. dem Lateiner oder dem Optimisten. Kajaks können vor Ort ausgeliehen werden, man kann auch an organisierten Touren teilnehmen.

## Wandermöglichkeiten
In den letzten Jahren erfuhr der Wandertourismus nicht zuletzt durch die Förderung von Seiten der Inselregierung einen starken Aufschwung. Viele alte Wege wurden restauriert und markiert beziehungsweise neu angelegt, sodass heute ein weitläufiges Wegenetz genutzt werden kann.

### Küstenwege

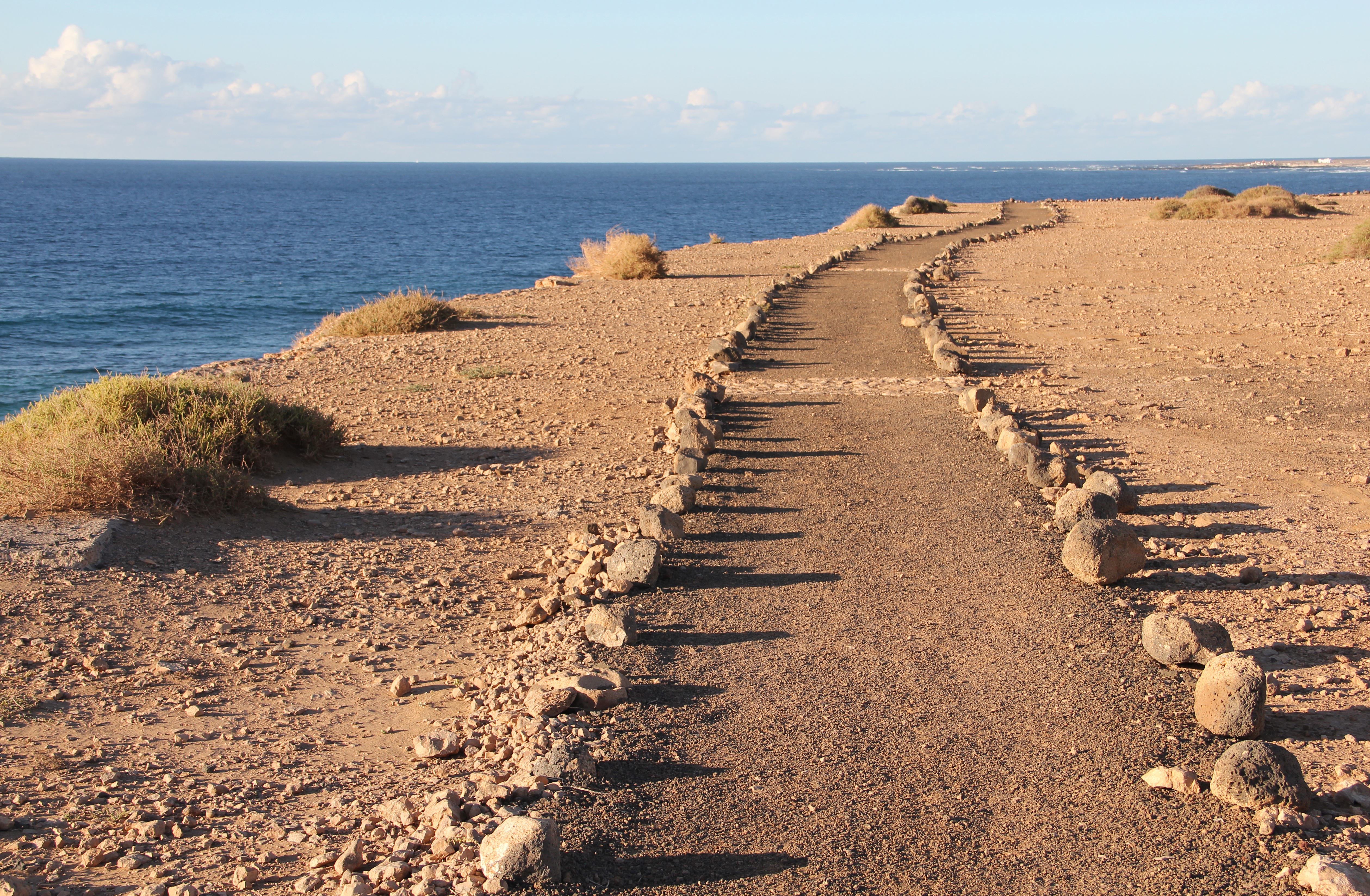
Küstenpfad bei El Cotillo

Sehr beliebt sind Strand- und Küstenwanderungen. Wie auf keiner anderen Kanareninsel kann stundenlang an unverbauten Küsten entlang gewandert werden. Von der touristischen Bebauung so gut wie vollkommen ausgespart wurde neben der Westküste auch die Nordküste der Halbinsel Jandía. Von Morro Jable aus verkehrt zweimal täglich ein öffentlicher Allradbus zum Strand von Cofete. Wegen der starken Strömung ist dieser für den Badesport nicht geeignet, man kann dort jedoch am Fuß des Jandía-Massivs bis zur Playa de Barlovento gehen. Unberührte Küstenabschnitte finden sich auch südwestlich von El Cotillo und südlich von Ajuy.

### Bergwanderungen

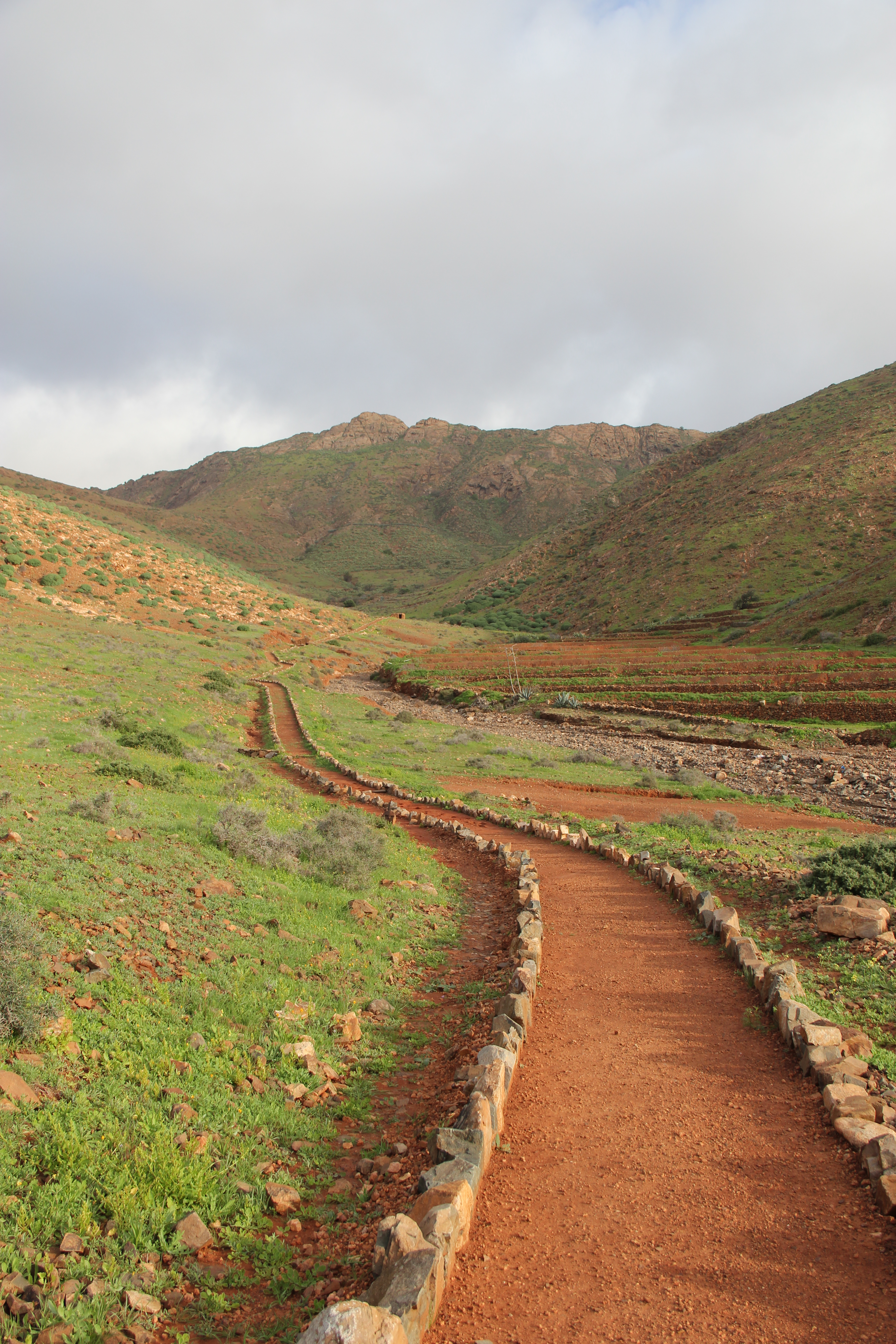
Wanderweg im zentralen Bergland

In Morro Jable kann von der Hotelsiedlung Jandía Playa der Pico de la Zarza bestiegen werden. Für die einfache Bergtour mit allerdings jeweils 800 m im An- und Abstieg sollten hin und zurück knapp fünf Stunden eingeplant werden. Gipfelziele im zentralen Bergland von Fuerteventura sind u. a. Gran Montaña (711 m) und Morro Janana (672 m). Im Norden viel begangen ist der Wanderweg zum Vulkan Calderón Hondo.
Fernwanderer können auf dem GR 131 die Insel der Länge nach erwandern. Für die etwa 155 km lange Strecke bedarf es neun Tagesetappen. Nicht in jedem Etappenort gibt es allerdings eine Unterkunftsmöglichkeit.

## Persönlichkeiten
- Miguel de Unamuno (1864–1936), ein baskischer Philosoph, lebte 1924 einige Monate auf der Insel als politisch Verbannter. Von ihm stammt die Zeile „Fuerteventura ist eine Oase in der Wüste der Zivilisation“. 1970 schuf der aus Gran Canaria stammende Bildhauer Juan Borges Linares ihm zu Ehren ein Denkmal am Fuß der Montaña Quemada, nahe Tindaya.[44]
- Jürgen Hönscheid (* 1954) lebt seit 1986 auf der Insel. Er wurde 1982 der erste deutsche Windsurf-Profi.
- Juan Miguel Cubas Sánchez (* 1969), spanischer Bildhauer.

## Umwelt

### Probleme mit dem Abwassermanagement
Die Abwassersysteme und Kläranlagen auf Fuerteventura sind vielerorts veraltet und überlastet. Dies führt zu Überlaufproblemen bei starkem Regen und mangelhafter Abwasseraufbereitung. Ungeklärtes oder nur unzureichend gereinigtes Abwasser gelangt ins Meer, was zu Strandschließungen und Gesundheitsrisiken für Badegäste führen kann.

### Meeresverschmutzung durch Plastikmüll
Die Kanarischen Inseln sind aus mehreren Gründen besonders stark von Plastikmüll betroffen. Die geografische Lage der Kanaren liegt genau in den Meeresströmungen, die globale Plastikmassen mit sich führen. Daten des Observatorio de Basura Marina de Fuerteventura weisen auf eine steigende Verschmutzung des Meeres durch Plastikmüll hin. Die Inselregierung hat wegen des Problems das Beschäftigungsprogramm El Cabildo Mima su Isla organisiert. Das Programm wird vom Arbeitsförderungsrat des Cabildo de Fuerteventura offiziell unterstützt. Das Programm beinhaltet die Sammlung und Sortierung von an den Küsten angeschwemmten Abfällen. Im ersten Halbjahr 2023 konnte im Rahmen des Programms durchschnittlich über eine Tonne an Abfällen pro Monat an den Küsten gesammelt werden. Langzeituntersuchungen zeigen, dass der Anteil an Feuchttüchern im Müll an den Küsten der Insel Fuerteventura gestiegen ist.

### CO2Emission der gesamten Insel
Die Kanarischen Inseln emittieren zusammen etwa 10 Millionen Tonnen CO2 pro Jahr. Fuerteventura gehört dabei zu den Inseln mit dem höchsten CO2-Fußabdruck, was auf die geringe Nutzung erneuerbarer Energien zurückzuführen ist.

## Bildergalerie

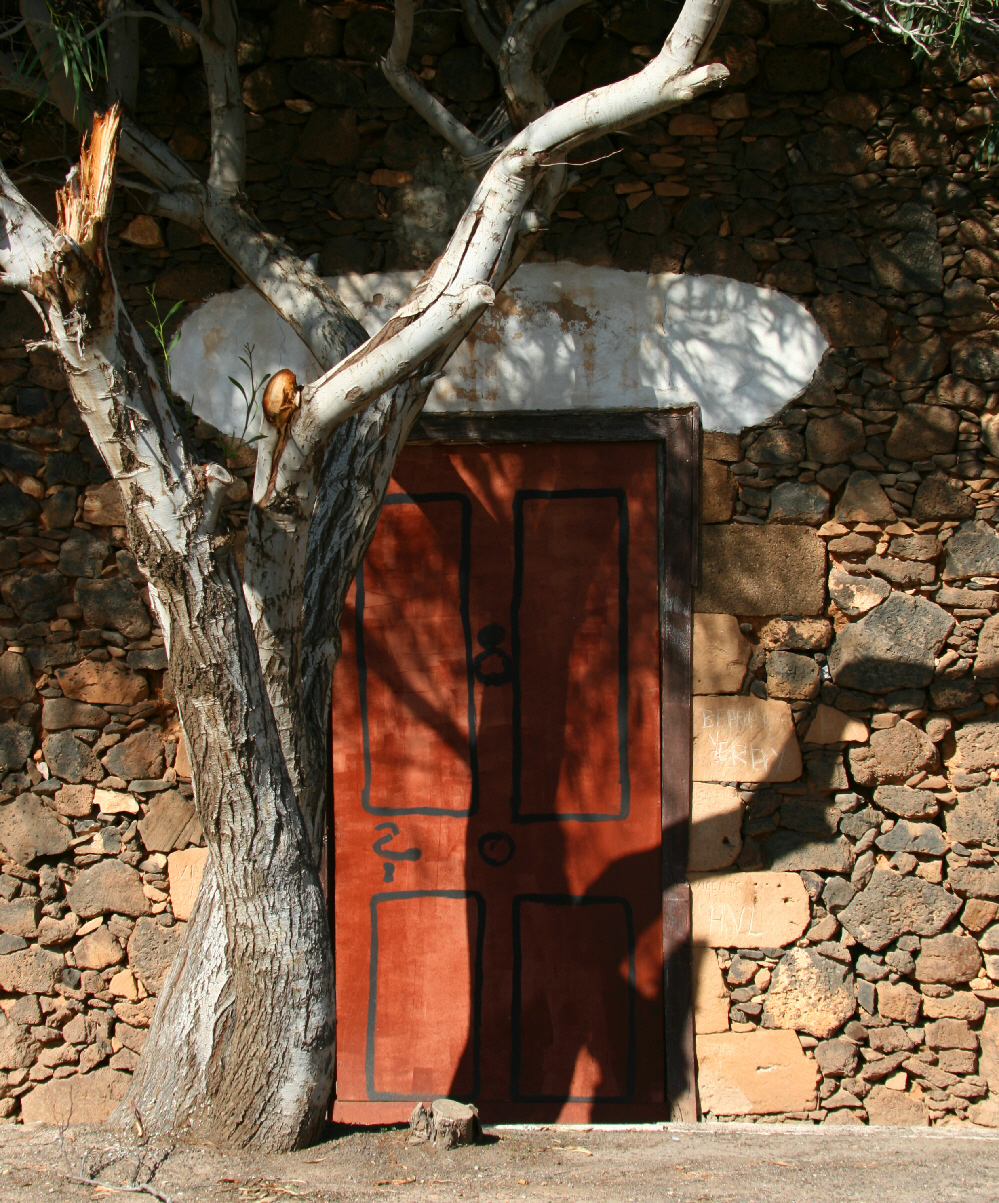
Inseltypischer Gebäudeeingang
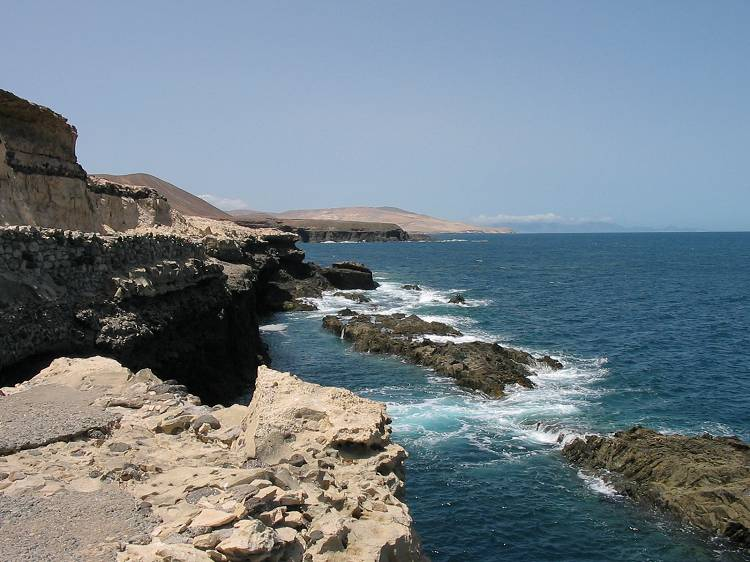
Steilküste bei Ajuy
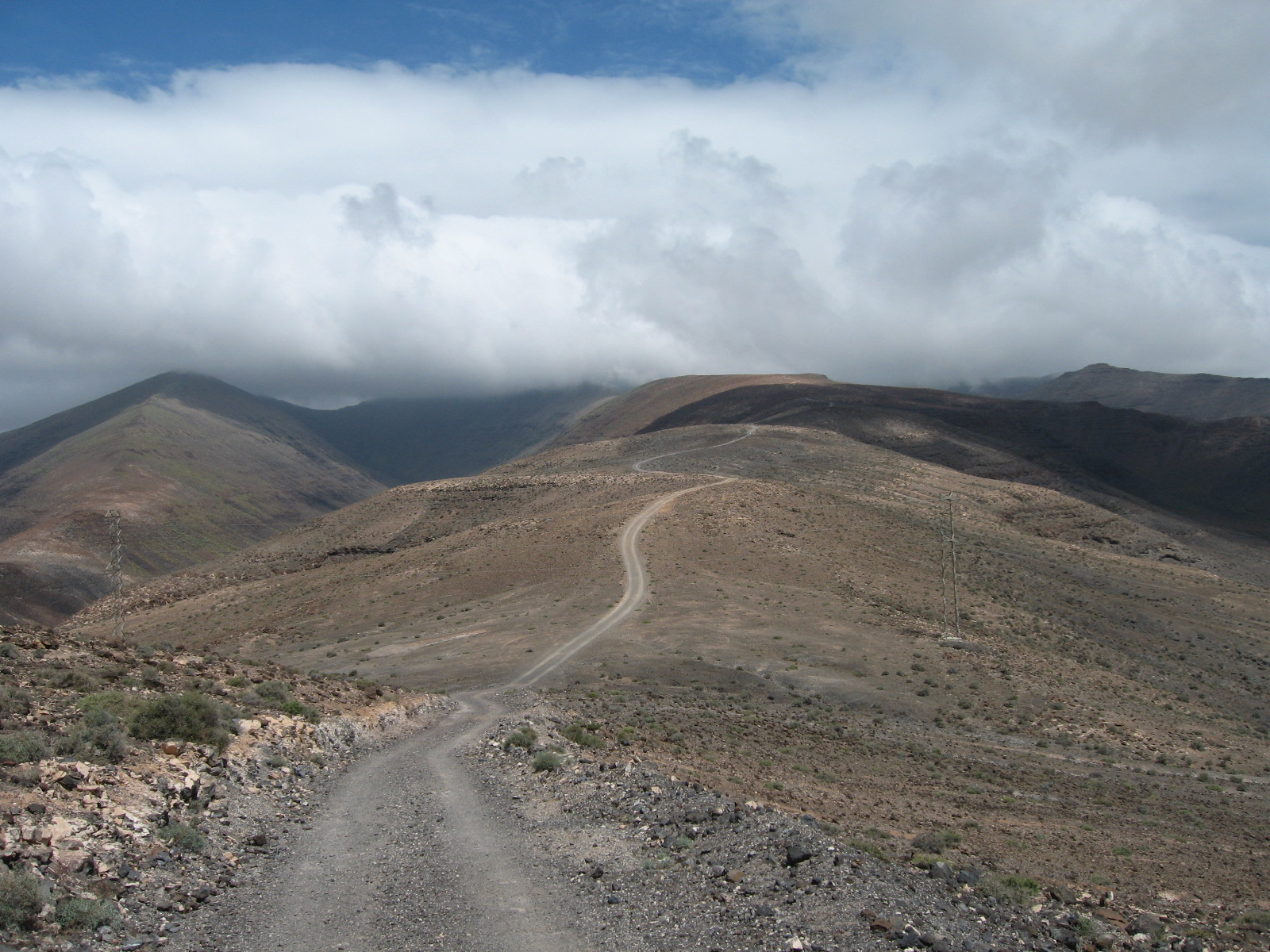
Wanderweg auf den höchsten Berg Fuerteventuras
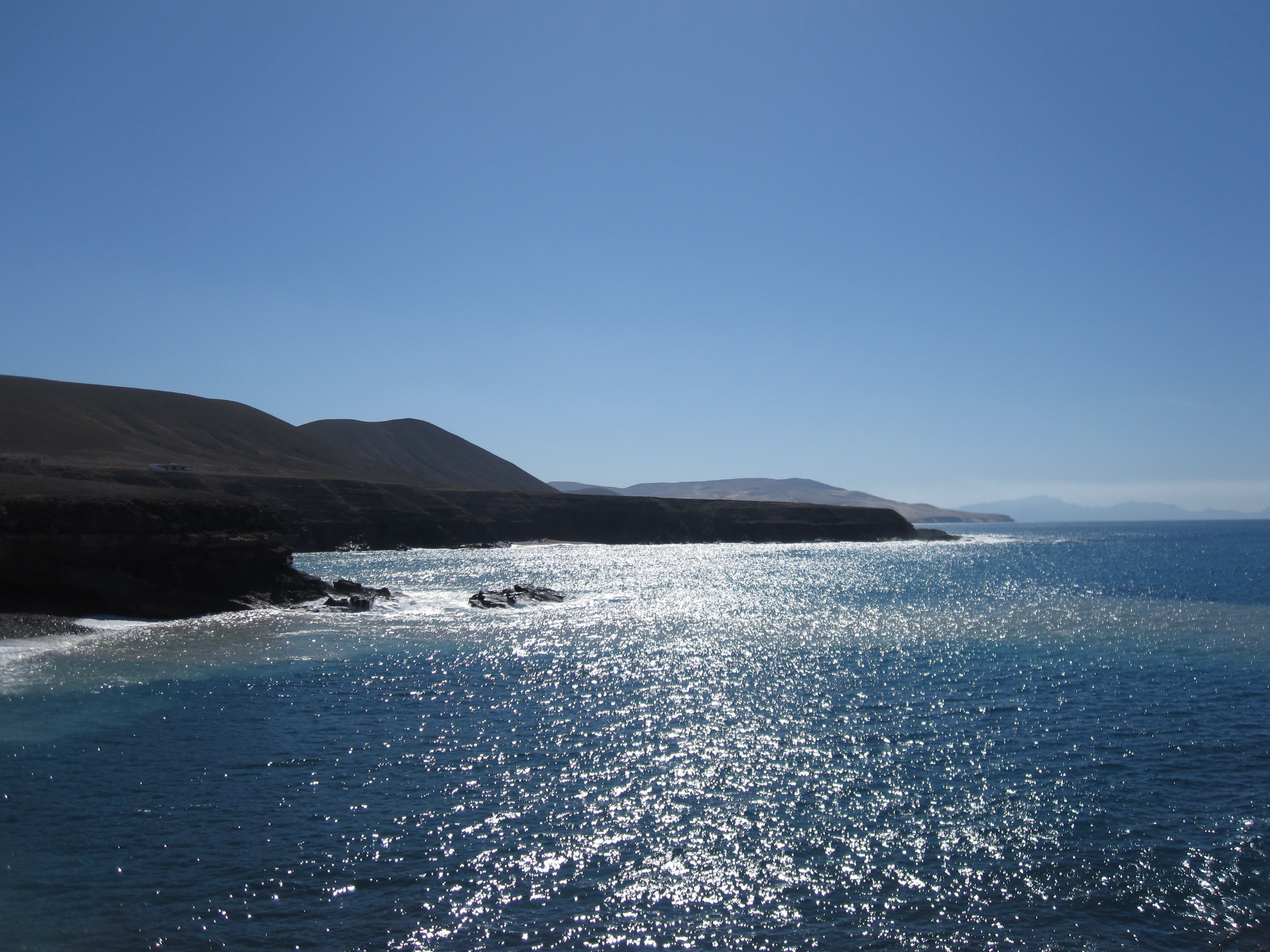
Schwarze Küste Playa de los Muertos
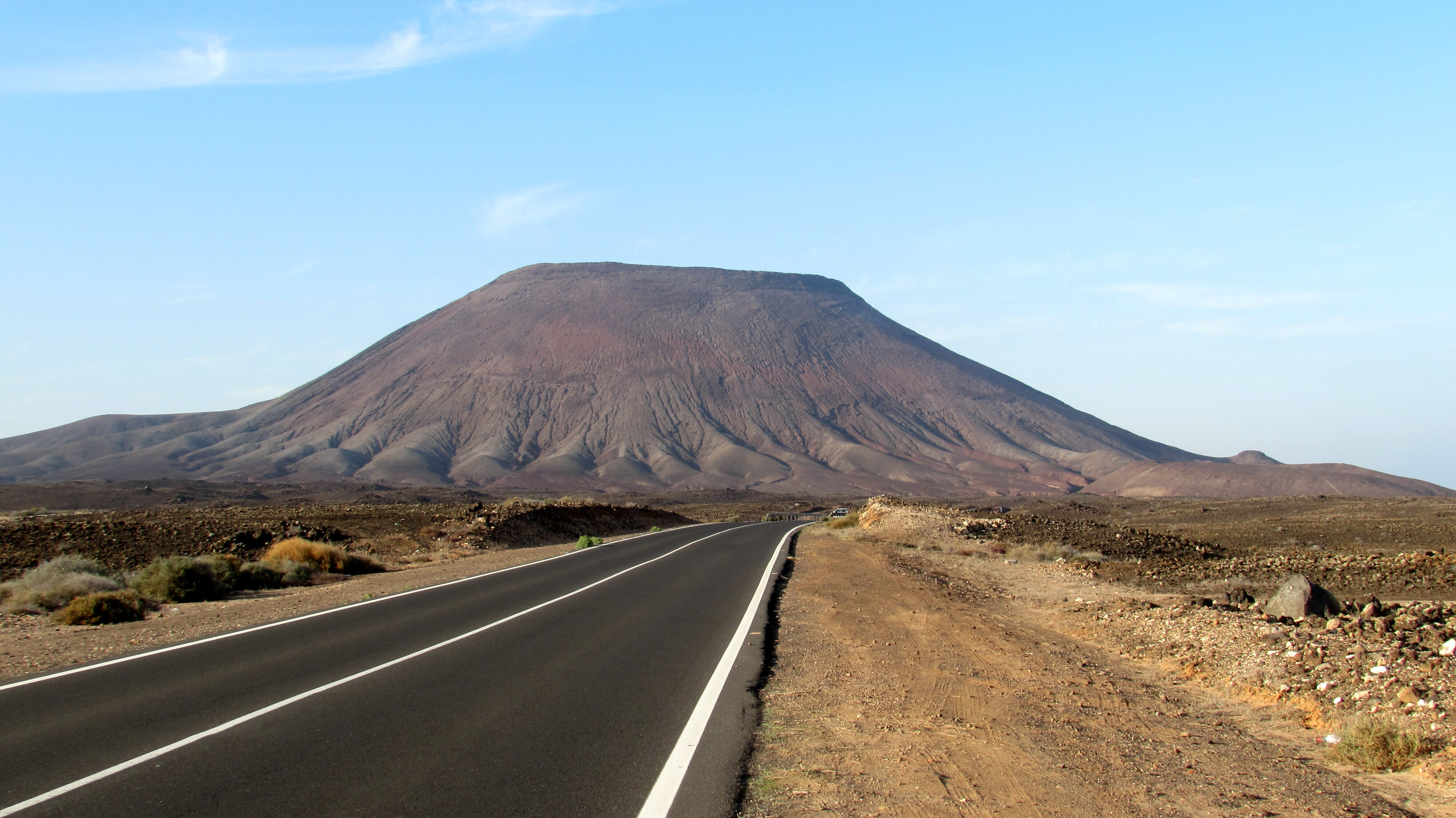
Landschaft (2018)
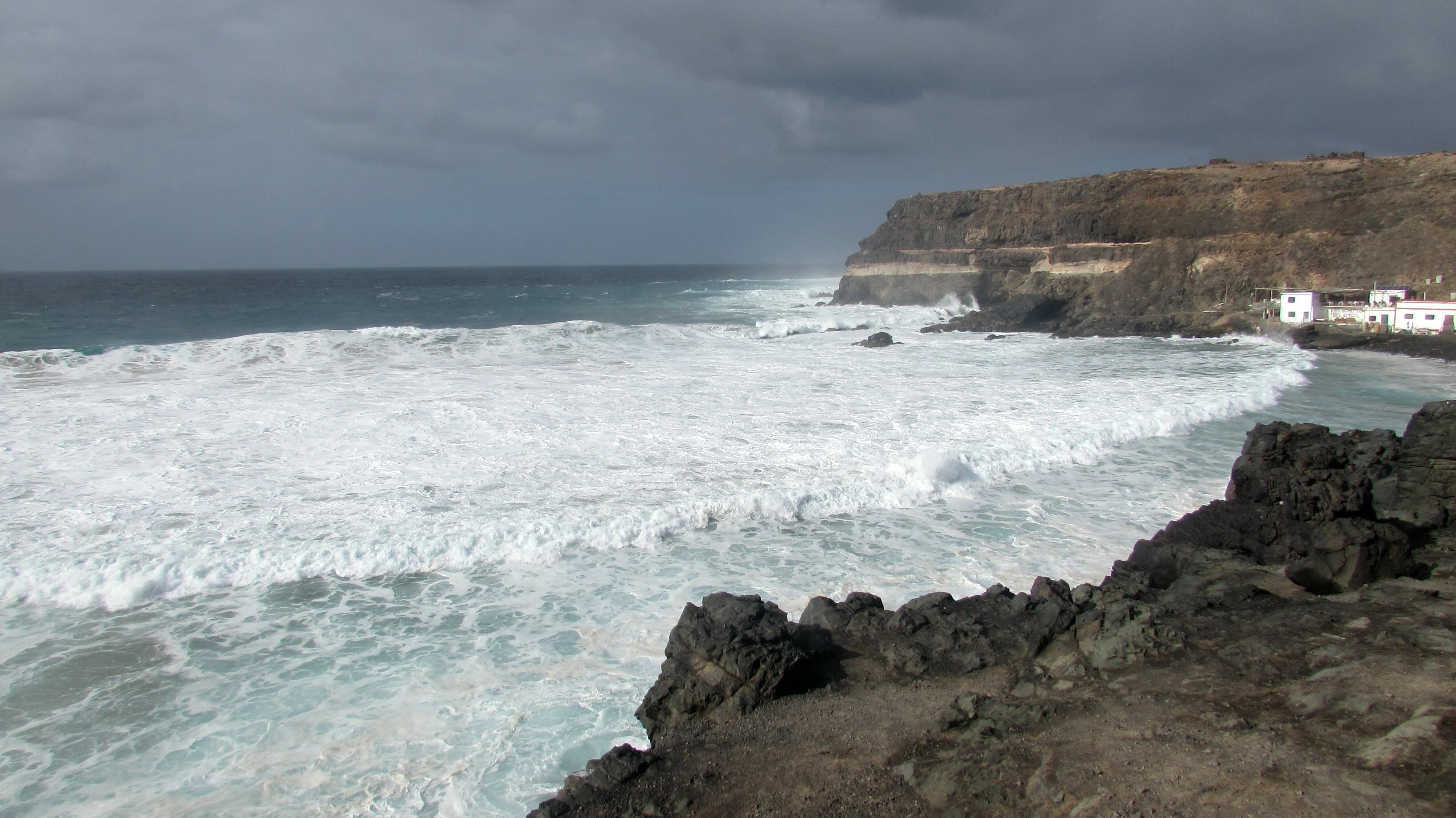
Atlantik bei Puertito De Los Molinos
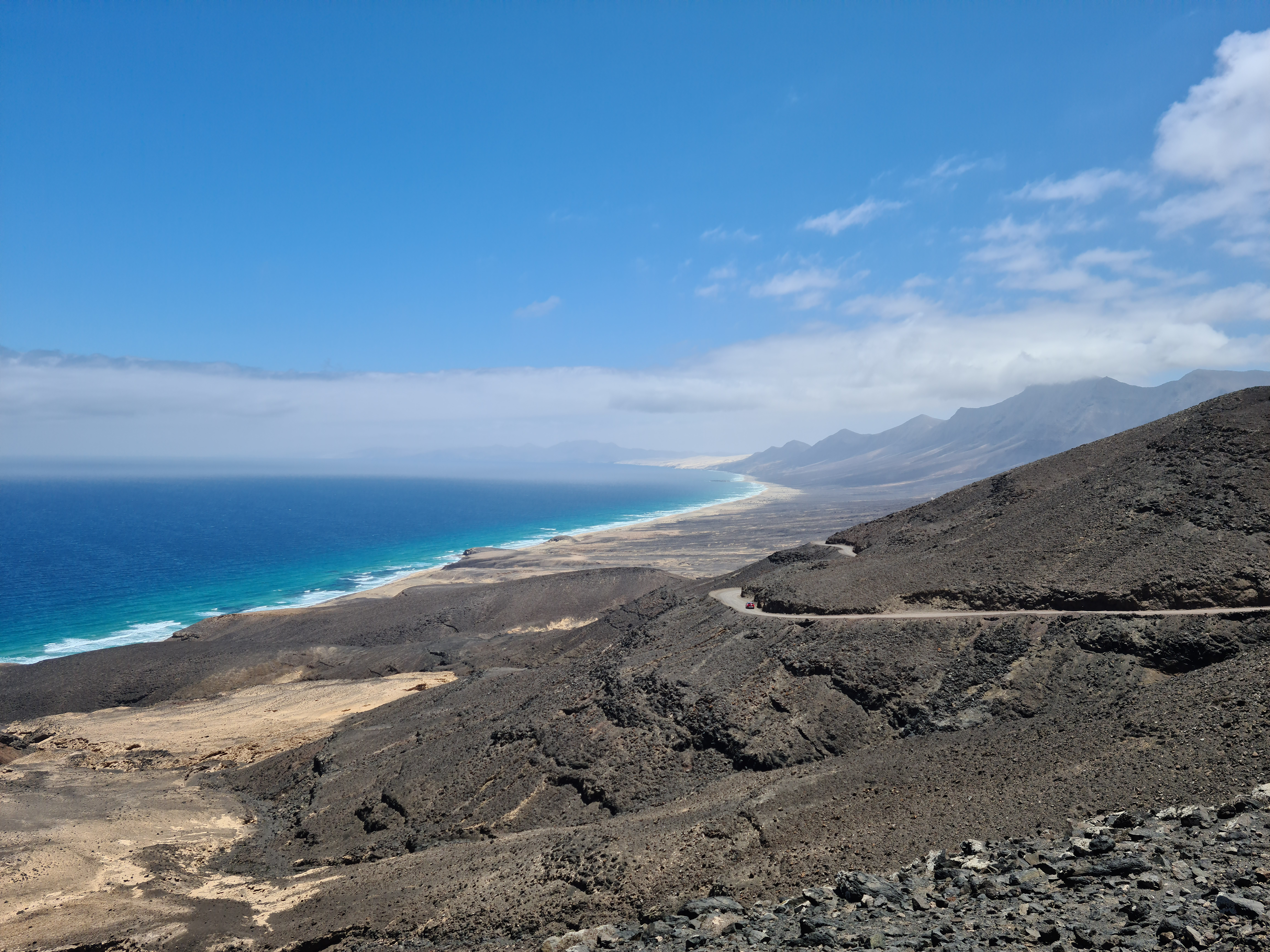
Playa de Cofete